# Neuwiller-lès-Saverne
Pour les articles homonymes, voir Neuwiller et Neuviller-la-Roche.
Neuwiller-lès-Saverne est une commune française située dans la circonscription administrative du Bas-Rhin et, depuis le 1er janvier 2021, dans le territoire de la collectivité européenne d'Alsace (CeA), en région Grand Est.
Cette commune se trouve dans la région historique et culturelle d'Alsace et du parc naturel régional des Vosges du Nord.

## Géographie

### Localisation
Petite ville du Bas-Rhin, du canton de Bouxwiller et de l'arrondissement de Saverne située dans une contrée pittoresque au pied du massif des Vosges, et entourée de vignes, de prairies et de forêts.

### Communes limitrophes
| La Petite-Pierre |                       | Weiterswiller |
| Eschbourg        | Neuwiller-lès-Saverne | Bouxwiller    |
| Eckartswiller    | Dossenheim-sur-Zinsel |               |

### Écarts et lieux-dits
- Oberhof (hameau en partie sur le ban d'Eckartswiller)
- Thomasthal
- Bocksmühl
- Johannesthal
- Herrensteinerforst
- Nonnenthal
- Breitschoss
- Hünebourg : site du château de Hunebourg, à l’ouest de Neuwiller.

### Sismicité
Commune située dans une zone de sismicité 3 modérée.

### Géologie et relief
La commune se compose de 40,53 hectares de territoires artificialisés (5,73 %), 484,85 hectares de territoires agricoles (68,58 %) et 181,78 hectares de forêts et milieux semi-naturels (25,71 %).
Espaces naturels :
- Huit espaces protégés hors Natura 2000,
- Deux espaces protégés Natura 2000 :

Vosges du nord,,
- Quatre zones naturelles d'intérêt écologique, faunistique et floristique (Znieff) :

Paysage de collines avec vergers du Pays de Hanau,
Prairies et vergers du piémont vosgien à Neuwiller-les-Saverne,
Prairies à Dossenheim-sur-Zinsel et Bouxwiller,
Forêts des plateaux gréseux des Vosges du Nord.
Hydrogéologie et climatologie
Système d’information pour la gestion des eaux souterraines du bassin Rhin-Meuse]
Territoire communal : Occupation du sol (Corinne Land Cover); Cours d'eau (BD Carthage),
Géologie : Carte géologique; Coupes géologiques et techniques,
Hydrogéologie : Masses d'eau souterraine; BD Lisa; Cartes piézométriques.

### Hydrographie et les eaux souterraines
Hydrogéologie et climatologie : Système d’information pour la gestion des eaux souterraines du bassin Rhin-Meuse :
Territoire communal : Occupation du sol (Corinne Land Cover); Cours d'eau (BD Carthage),
Géologie : Carte géologique; Coupes géologiques et techniques,
 Hydrogéologie : Masses d'eau souterraine; BD Lisa; Cartes piézométriques.
La commune est dans le bassin versant du Rhin au sein du bassin Rhin-Meuse. Elle est drainée par la Zinsel du Sud, le ruisseau le Fischbach, le ruisseau le Griesbaechel, le ruisseau le Niederbachel, le ruisseau de l'Oberholz, le ruisseau de Neuwilleres-Saverne et le ruisseau le Maibaechel,,.
La Zinsel du Sud, d'une longueur totale de 30,9 km, prend sa source dans la commune de Wintersbourg et se jette  dans la Zorn à Steinbourg, après avoir traversé 15 communes. Les caractéristiques hydrologiques de la Zinsel du Sud sont données par la station hydrologique située sur la commune d'Eckartswiller. Le débit moyen mensuel est de 0,879 m3/s. Le débit moyen journalier maximum est de 14,7 m3/s, atteint lors de la crue du 3 février 2020. Le débit instantané maximal est quant à lui de 24,1 m3/s, atteint le 4 mai 2013.

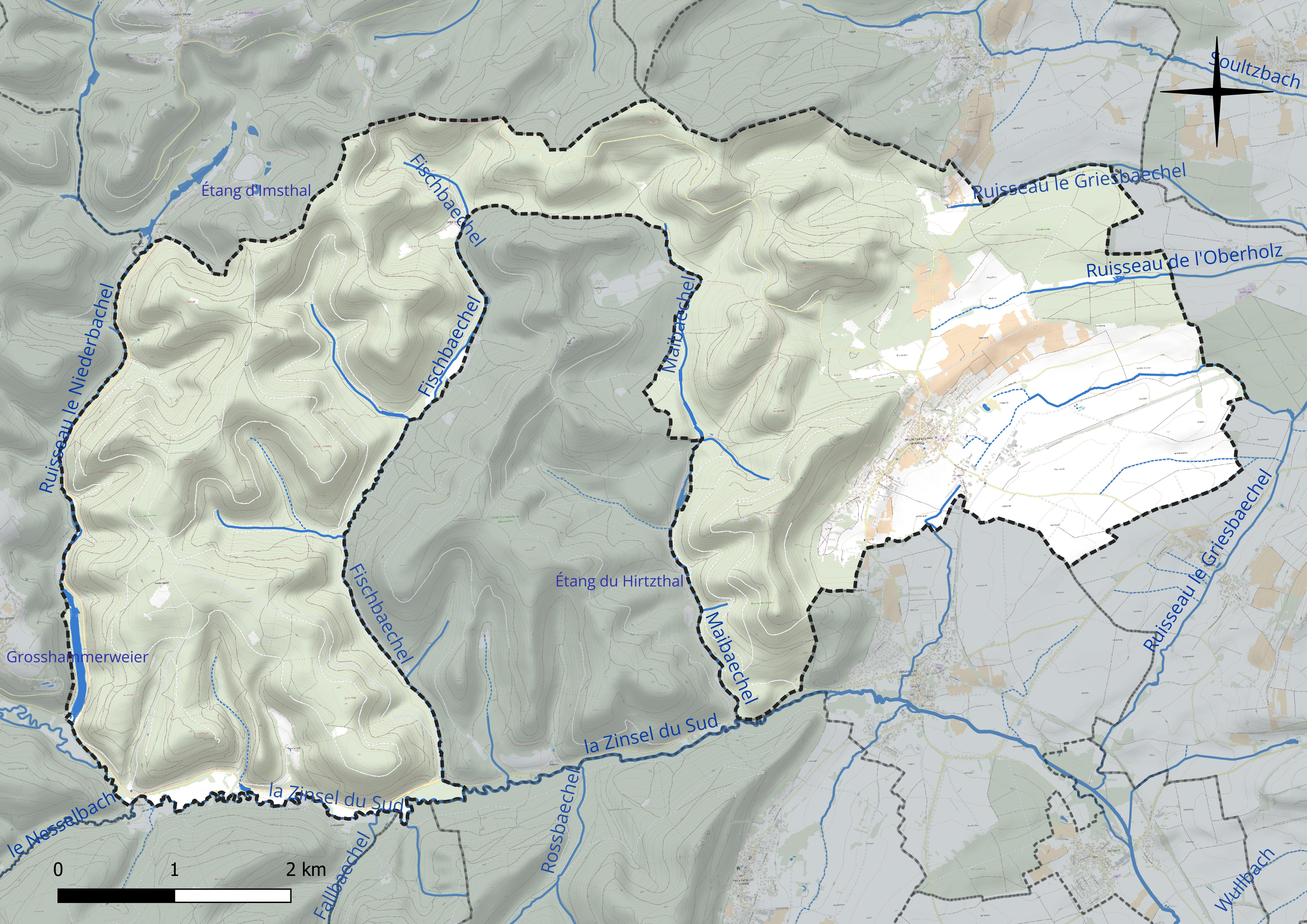
Réseau hydrographique de Neuwiller-lès-Saverne.

Deux plans d'eau complètent le réseau hydrographique : Grosshammerweier (6,7 ha) et l'étang du Hirtzthal, d'une superficie totale de 0,4 ha (0,2 ha sur la commune),.

### Climat
Pour des articles plus généraux, voir Climat du Grand Est et Climat du Bas-Rhin.
En 2010, le climat de la commune est de type climat des marges montargnardes, selon une étude du Centre national de la recherche scientifique s'appuyant sur une série de données couvrant la période 1971-2000. En 2020, Météo-France publie une typologie des climats de la France métropolitaine dans laquelle la commune est exposée à un climat semi-continental et est dans la région climatique  Vosges, caractérisée par une pluviométrie très élevée (1 500 à 2 000 mm/an) en toutes saisons et un hiver rude (moins de 1 °C). 
Pour la période 1971-2000, la température annuelle moyenne est de 10,2 °C, avec une amplitude thermique annuelle de 17,5 °C. Le cumul annuel moyen de précipitations est de 872 mm, avec 11,2 jours de précipitations en janvier et 10,3 jours en juillet. Pour la période 1991-2020, la température moyenne annuelle observée sur la station météorologique de Météo-France la plus proche, « Uhrwiller_sapc », sur la commune de Uhrwiller à 14 km à vol d'oiseau, est de 10,9 °C et le cumul annuel moyen de précipitations est de 740,0 mm. 
La température maximale relevée sur cette station est de 38,7 °C, atteinte le 7 août 2015 ; la température minimale est de −18 °C, atteinte le 20 décembre 2009,,. 
Les paramètres climatiques de la commune ont été estimés pour le milieu du siècle (2041-2070) selon différents scénarios d'émission de gaz à effet de serre à partir des nouvelles projections climatiques de référence DRIAS-2020. Ils sont consultables sur un site dédié publié par Météo-France en novembre 2022.

## Urbanisme

### Typologie
Au 1er janvier 2024, Neuwiller-lès-Saverne est catégorisée bourg rural, selon la nouvelle grille communale de densité à sept niveaux définie par l'Insee en 2022.
Elle est située hors unité urbaine et hors attraction des villes,.

### Occupation des sols
L'occupation des sols de la commune, telle qu'elle ressort de la base de données européenne d’occupation biophysique des sols Corine Land Cover (CLC), est marquée par l'importance des forêts et milieux semi-naturels (81,2 % en 2018), une proportion sensiblement équivalente à celle de 1990 (81,4 %). La répartition détaillée en 2018 est la suivante : forêts (81,2 %), prairies (8,3 %), terres arables (5,9 %), cultures permanentes (2,5 %), zones urbanisées (2 %). L'évolution de l’occupation des sols de la commune et de ses infrastructures peut être observée sur les différentes représentations cartographiques du territoire : la carte de Cassini (XVIIIe siècle), la carte d'état-major (1820-1866) et les cartes ou photos aériennes de l'IGN pour la période actuelle (1950 à aujourd'hui).

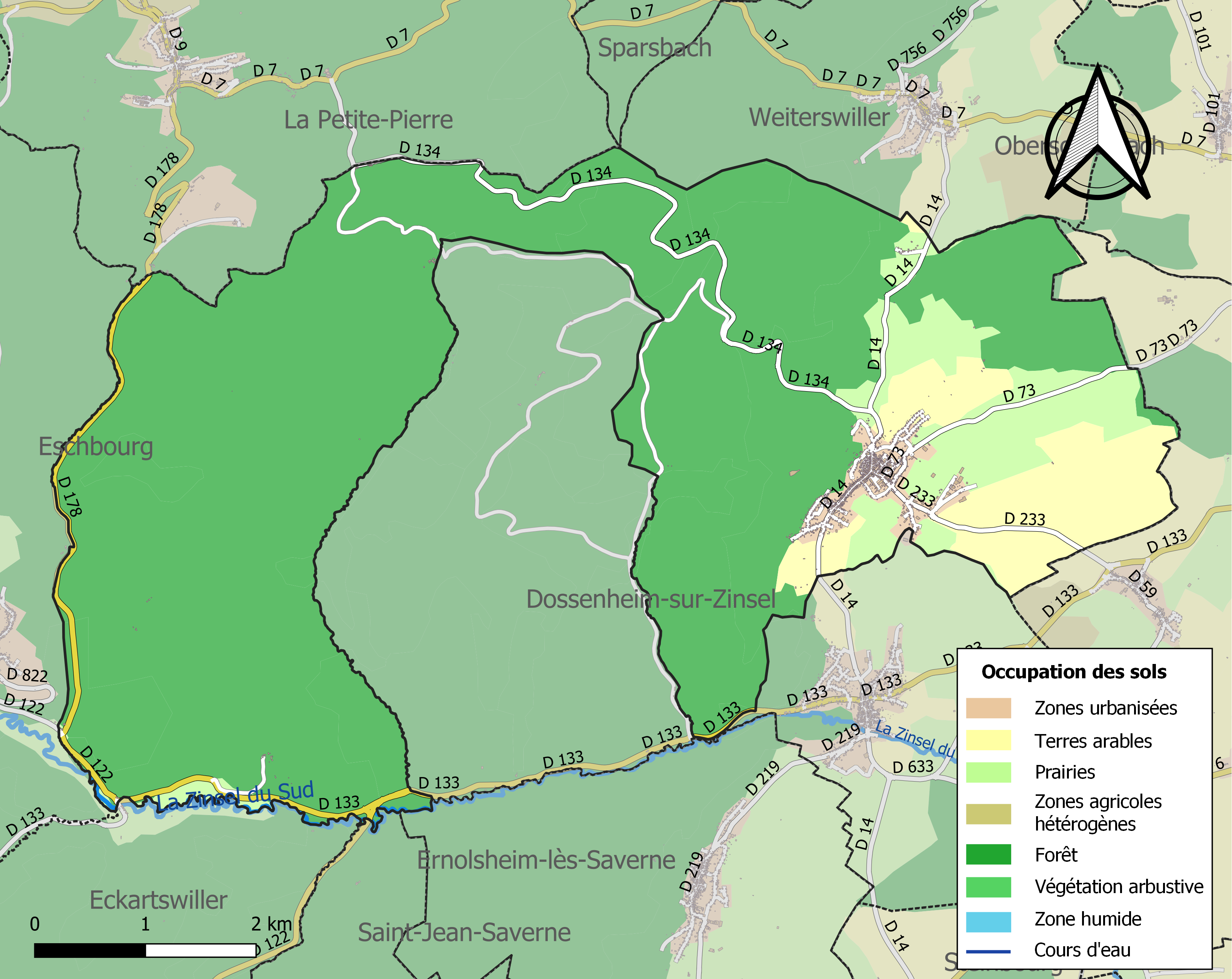
Carte des infrastructures et de l'occupation des sols de la commune en 2018 (CLC).

Commune couverte par le plan local d'urbanisme (PLUi) de la communauté de communes de Hanau-La-Petite-Pierre, approuvé le 8 novembre 2022.

### Voies de communications et transports

#### Voies routières
- Autoroute A4 : échangeur no 5 Saverne[33],
- D 14 vers Weiterswiller,
- D 233 > D 133 vers Bouxwiller,
- D 14 vers Dossenheim-sur-Zinzel.

#### Transports en commun

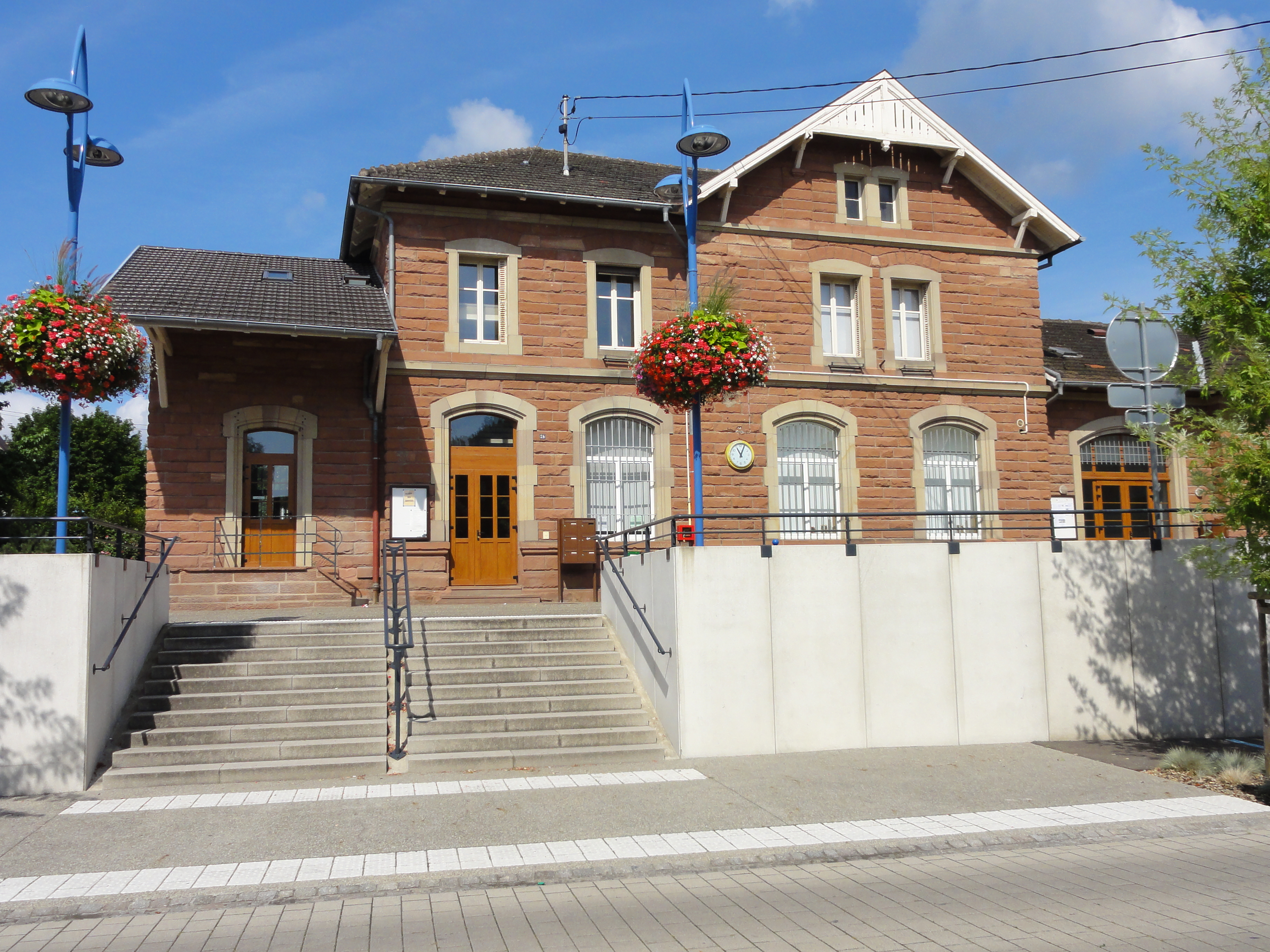
La gare d'Ingwiller.

- Transports en Alsace.
- Fluo Grand Est.

##### SNCF
- Gare de Steinbourg,
- Gare d'Ingwiller,
- Gare de Zornhoff-Monswiller,
- Gare de Saverne,
- Gare de Dettwiller.

##### Transports ariens
- Aéroport de Strasbourg-Entzheim.

### Intercommunalité
Commune membre de la communauté de communes de Hanau-La Petite Pierre.

## Toponymie
Le nom de la localité est attesté sous les formes latinisées Novumvillare en 1070, Neovillare en 1085 et Neovilla en 1264[réf. nécessaire].
Il s'agit d'un nom de lieu de type germanique *Newwîlâri > Neuwiler signifiant « nouveau domaine agricole », « nouveau village ». Le vieux haut allemand -wîlâri est issu du bas latin villare signifiant « domaine agricole ». C'est un équivalent des types romans septentrionaux (influencés par le germanique) Neuvillers, Neuviller, Neuville.

## Histoire

### Village fondé en 723
Le village de Neuwiller-lès-Saverne doit son origine à une abbaye de bénédictins fondée en l'an 723 par saint Sigebaud, évêque de Metz. Cette abbaye placée sous le vocable de saint Pierre et de saint Paul, fut enrichie de biens considérables, situés sur l'un et l'autre versant des Vosges. 
L'un des plus illustres prélats dont peut se glorifier l'église de Metz, Drogon, fils naturel de Charlemagne, reconstruisit le monastère qui avait été réduit en cendres. Drogon y fit transporter en 826 le corps de saint Adelphe, un de ses prédécesseurs, sous la direction de son suffragant Lantfried. Le village de Neuwiller fut longtemps soumis à l'abbé du monastère ; la bulle fulminée en 1178 par le pape Alexandre III, rappelle que le lieu même où était situé le couvent, appartenait à l'abbaye avec la ville, la juridiction, le ban, les terres cultivées et non cultivées.
- Guerre des paysans en Alsace et en Lorraine (1525).

## Politique et administration
| Période                                  | Période                   | Identité                                     | Étiquette | Qualité                                   |
| ---------------------------------------- | ------------------------- | -------------------------------------------- | --------- | ----------------------------------------- |
| Les données manquantes sont à compléter. |                           |                                              |           |                                           |
| mars 2001                                | mars 2014                 | Mario Lambert                                |           |                                           |
| mars 2014                                | avril 2018                | Alphonse Decker                              |           |                                           |
| avril 2018                               | En cours (au 31 mai 2020) | Daniel Burrus Réélu pour le mandat 2020-2026 |           | Ingénieur et cadre technique d'entreprise |

### Budget et fiscalité 2023

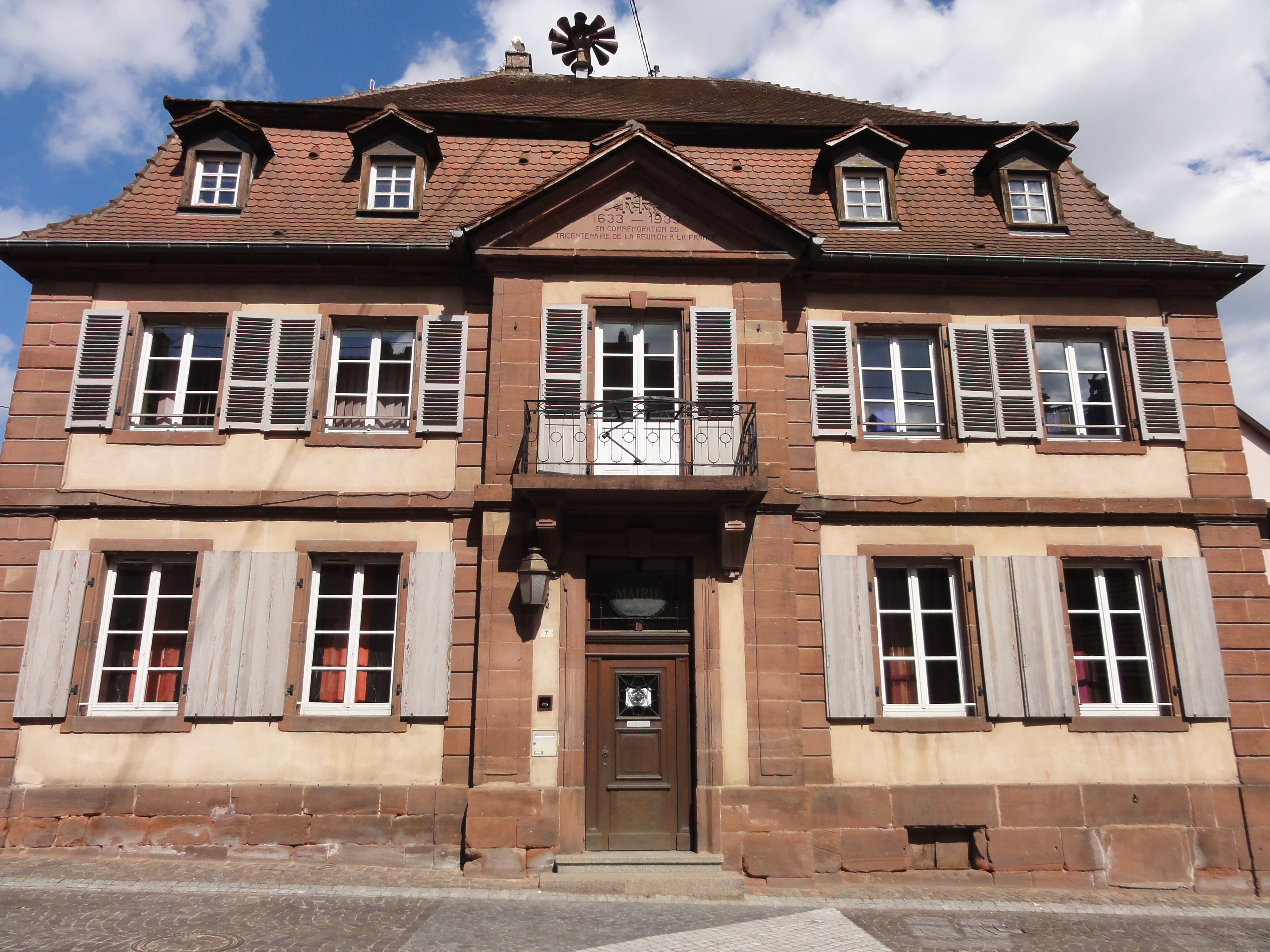
La mairie.

En 2023, le budget de la commune était constitué ainsi :
- total des produits de fonctionnement : 773 000 €, soit 690 € par habitant ;
- total des charges de fonctionnement : 706 000 €, soit 631 € par habitant ;
- total des ressources d'investissement : 48 000 €, soit 43 € par habitant ;
- total des emplois d'investissement : 148 000 €, soit 132 € par habitant ;
- endettement : 725 000 €, soit 647 € par habitant.

Avec les taux de fiscalité suivants :
- taxe d'habitation : 11,87 % ;
- taxe foncière sur les propriétés bâties : 27,00 % ;
- taxe foncière sur les propriétés non bâties : 150,30 % ;
- taxe additionnelle à la taxe foncière sur les propriétés non bâties : 0 % ;
- cotisation foncière des entreprises : 0 %.

Chiffres clés Revenus et pauvreté des ménages en 2021 : médiane en 2021 du revenu disponible, par unité de consommation : 24 990 €.

## Population et société

### Démographie

#### Évolution démographique
L'évolution du nombre d'habitants est connue à travers les recensements de la population effectués dans la commune depuis 1793. Pour les communes de moins de 10 000 habitants, une enquête de recensement portant sur toute la population est réalisée tous les cinq ans, les populations de référence des années intermédiaires étant quant à elles estimées par interpolation ou extrapolation. Pour la commune, le premier recensement exhaustif entrant dans le cadre du nouveau dispositif a été réalisé en 2004.

En 2022, la commune comptait 1 099 habitants, en évolution de −1,79 % par rapport à 2016 (Bas-Rhin : +3,17 %, France hors Mayotte : +2,11 %).
| 1793  | 1800  | 1806  | 1821  | 1831  | 1836  | 1841  | 1846  | 1851  |
| ----- | ----- | ----- | ----- | ----- | ----- | ----- | ----- | ----- |
| 1 372 | 1 513 | 1 706 | 1 821 | 1 700 | 1 735 | 1 741 | 1 739 | 1 699 |

| 1856  | 1861  | 1866  | 1871  | 1875  | 1880  | 1885  | 1890  | 1895  |
| ----- | ----- | ----- | ----- | ----- | ----- | ----- | ----- | ----- |
| 1 528 | 1 587 | 1 568 | 1 476 | 1 559 | 1 464 | 1 413 | 1 383 | 1 402 |

| 1900  | 1905  | 1910  | 1921  | 1926  | 1931  | 1936  | 1946  | 1954  |
| ----- | ----- | ----- | ----- | ----- | ----- | ----- | ----- | ----- |
| 1 431 | 1 403 | 1 324 | 1 207 | 1 222 | 1 254 | 1 245 | 1 224 | 1 226 |

| 1962  | 1968  | 1975  | 1982  | 1990  | 1999  | 2004  | 2006  | 2009  |
| ----- | ----- | ----- | ----- | ----- | ----- | ----- | ----- | ----- |
| 1 201 | 1 206 | 1 115 | 1 059 | 1 166 | 1 146 | 1 134 | 1 145 | 1 165 |

| 2014  | 2019  | 2022  | - | - | - | - | - | - |
| ----- | ----- | ----- | - | - | - | - | - | - |
| 1 120 | 1 102 | 1 099 | - | - | - | - | - | - |

### Enseignement
Établissements d'enseignements :
- Écoles maternelle et primaire à Neuwiller-lès-Saverne, Dossenheim-sur-Zinsel, Ernolsheim-lès-Saverne, Weiterswiller, La Petite-Pierre.
- Collèges à Bouxwiller, Ingwiller, Phalsbourg, Saverne, Wingen-sur-Moder.
- Lycées à Bouxwiller, Phalsbourg

### Santé
Professionnels et établissements de santé :
- Médecins à Dossenheim-sur-Zinsel, Steinbourg, Monswiller, Ingwiller.
- Pharmacies à Neuwiller-lès-Saverne, Steinbourg, Monswiller, Ingwiller.
- Hôpitaux à Ingwiller, Saverne, Phalsbourg.

### Cultes
- Culte catholique, Communauté de Paroisses Catholiques du Bastberg et du Pays de La Petite Pierre[44], Diocèse de Strasbourg.
- Culte protestant[45].

## Économie

### Entreprises et commerces

#### Agriculture
- Culture et élevage associés.
- Élevage d'autres animaux.

#### Tourisme
- Hôtels et hébergement similaire.
- Restauration traditionnelle.

#### Commerces
- Commerces et services de proximité.

## Culture locale et patrimoine

### Lieux et monuments

#### Patrimoine civil et militaire
- Le château de Freihof

Le Freihof, demeure bâtie à l’emplacement du château médiéval presque entièrement disparu. L'Association des unionistes en a fait un lieu de rencontres pour les jeunes, dit Foyer Saint-Jean,.
- Le manoir Freihof[48].
- Le château de Herrenstein

construit au XIe siècle et modernisé au XVIe siècle.
- Une fontaine du XVIIIe siècle[49],[50].
- Anciens Moulins :

Moulin d'Eschbourg,
Moulin, ferme.
- Le Centre d'éducation à l'environnement, disposant d'une capacité de 110 lits

Ce centre fonctionne dans une logique de respect du développement durable. Les visiteurs peuvent y voir une mare pédagogique, un jardin chronologique et une tourbière. Le centre possède, également, une fourmilière et une salle faune où sont reconstitués les écosystèmes des Vosges du Nord.

#### Patrimoine religieux
- L'église Saint-Adelphe[53],

ses orgues,,,,
et ses cloches,,.
- Le cimetière protestant[61].
- L'abbatiale Saints-Pierre-et-Paul, représentant une grande diversité de styles[62],

ses orgues,,,,,
et ses cloches,,.
- Monuments commémoratifs :
  - Monument aux morts[71]. Conflits commémorés : Guerres 1914-1918 - 1939-1945 - AFN-Algérie (1954-1962)
  - Le monument du général Clarke, dans le quartier des officiers du cimetière catholique[72]
  - Monument Léon Koehl[73].
- La chapelle Saint-Nicolas[74],[75].
- La tour et le mur d'enceinte[76]

Mur d'enceinte sur lequel figurent des inscriptions hébraïques datant du XIIIe au XVIe siècle et les cimetières juifs dont un de la fin du Moyen Âge,,.
- La synagogue désaffectée[80].
- Le cimetière juif de Neuwiller-lès-Saverne[81].

### Galerie

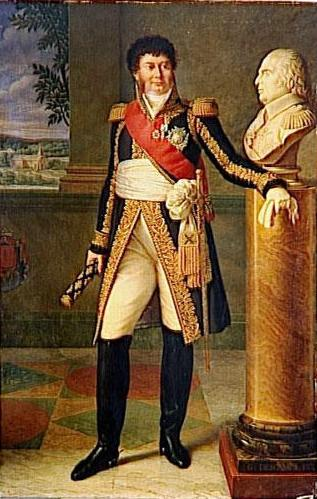
Henri-Jacques-Guillaume Clarke.

Patrimoine civil et militaire
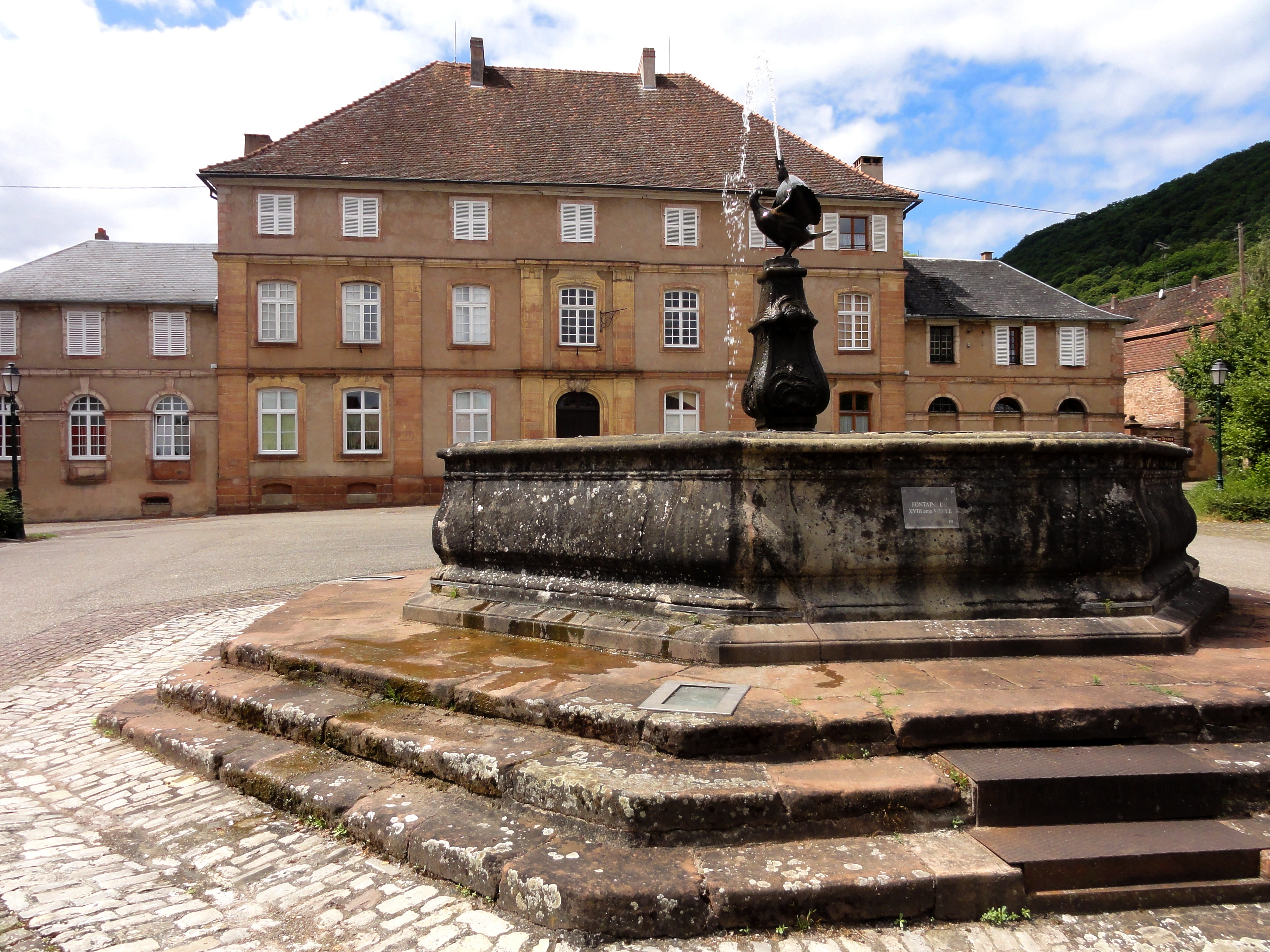
Ancien hôtel de la Prévôté du Chapitre et fontaine (XVIIIe).
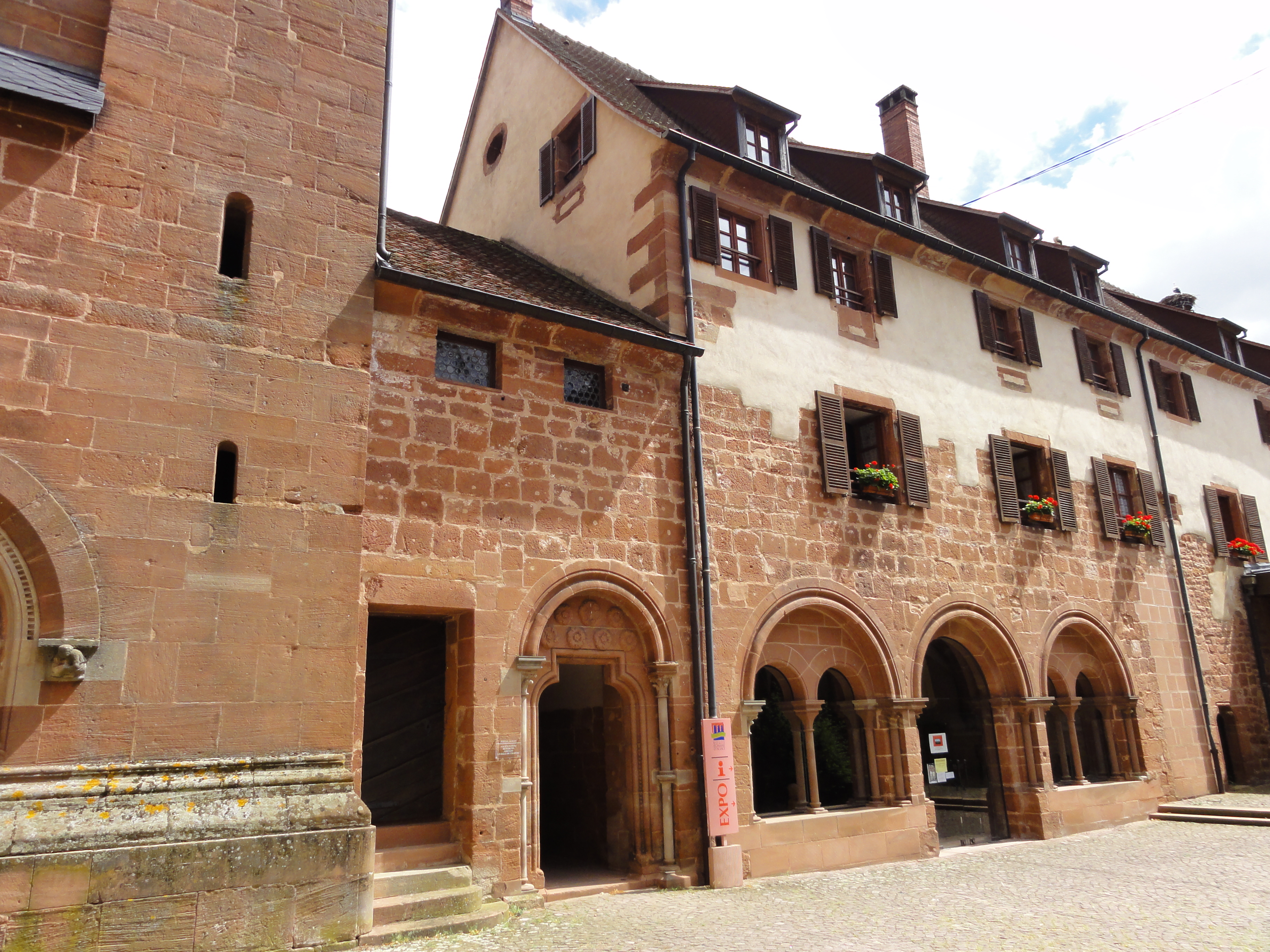
Bâtiment conventuel avec la salle capitulaire (XIIIe).
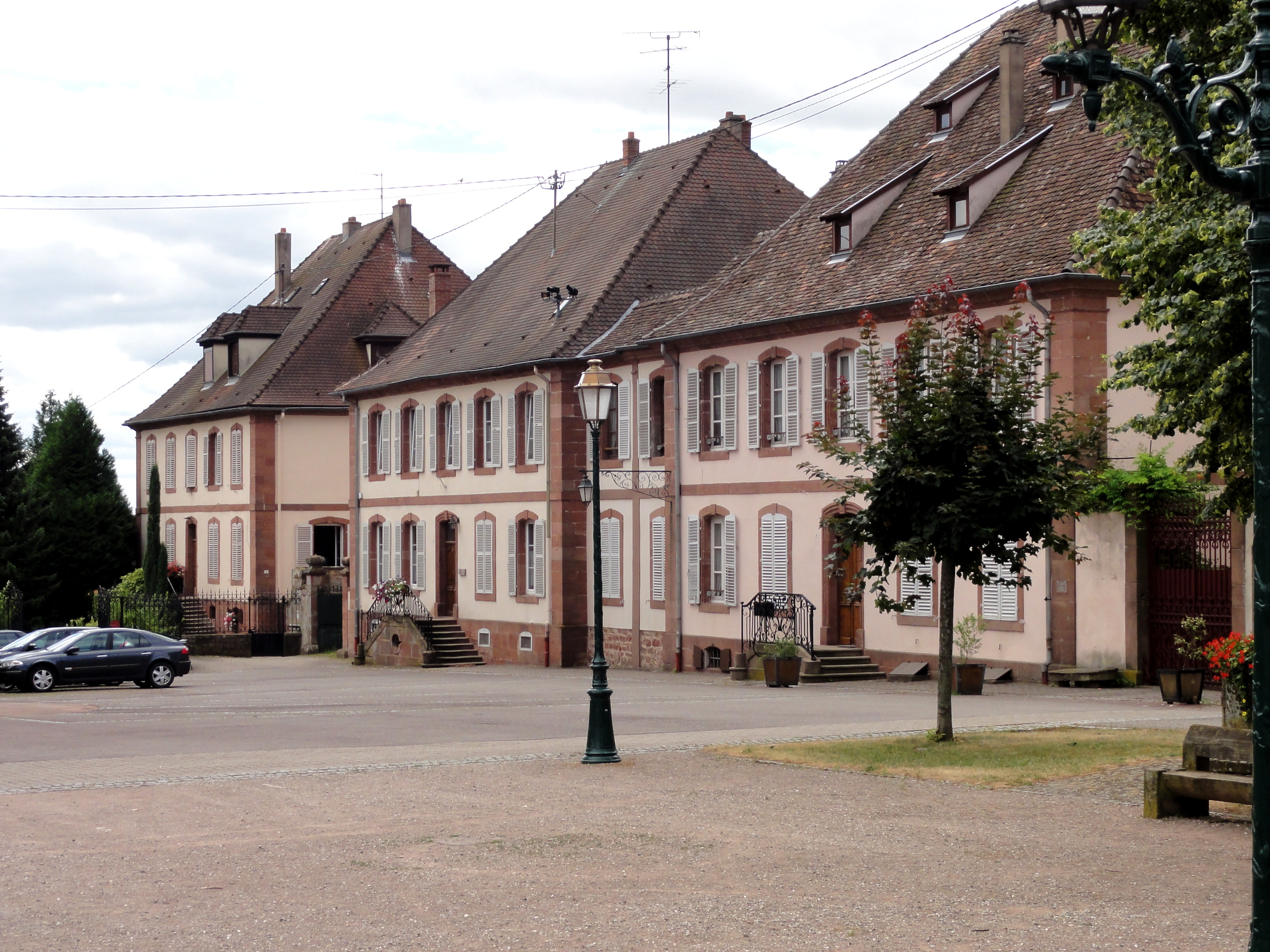
Maisons canoniales de chanoines du Chapitre (XVIIIe), 4,5,6 Cour du Chapitre.
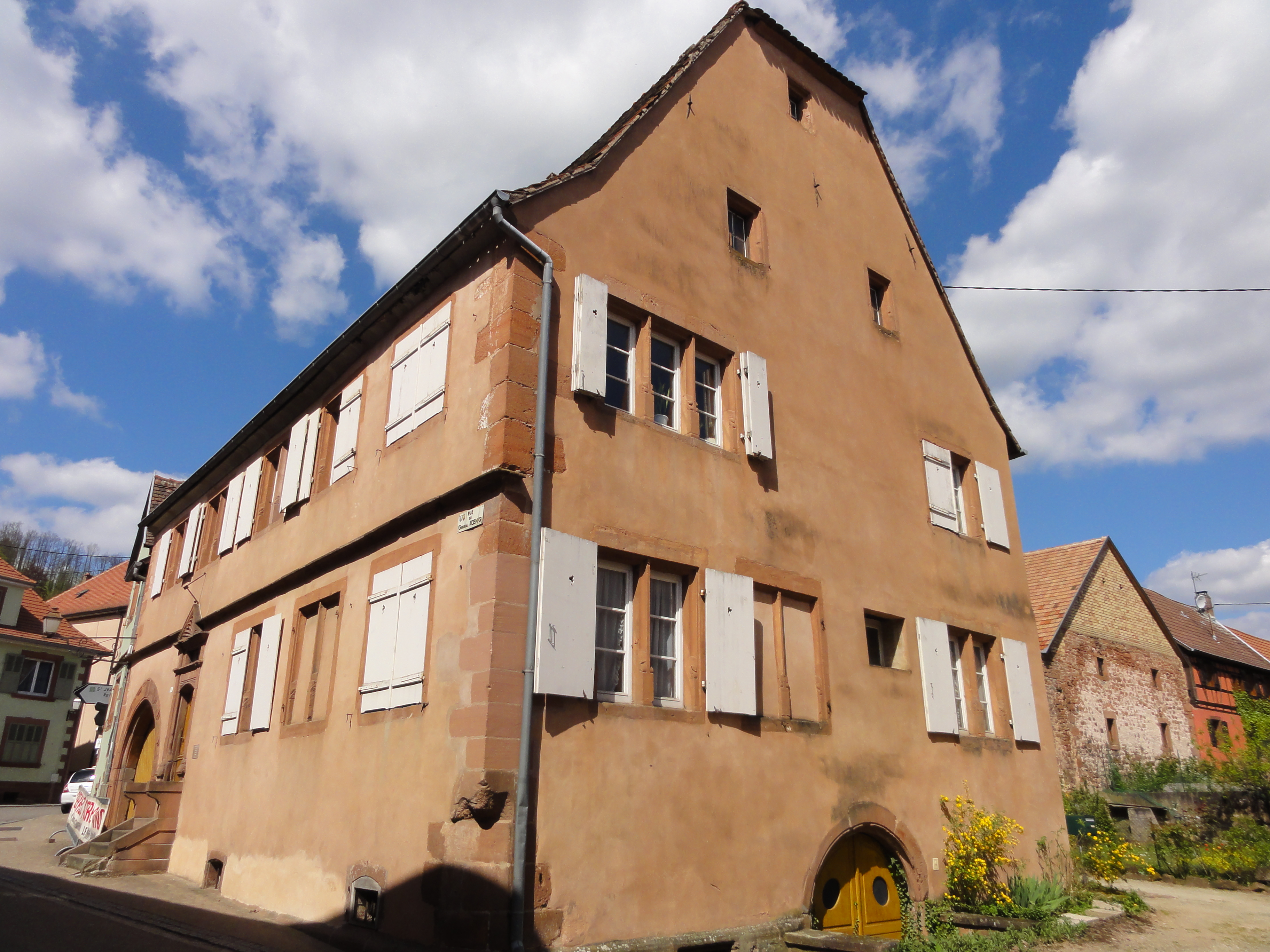
Maison de chanoine (XVIe), 1 rue du Général-Koenig.
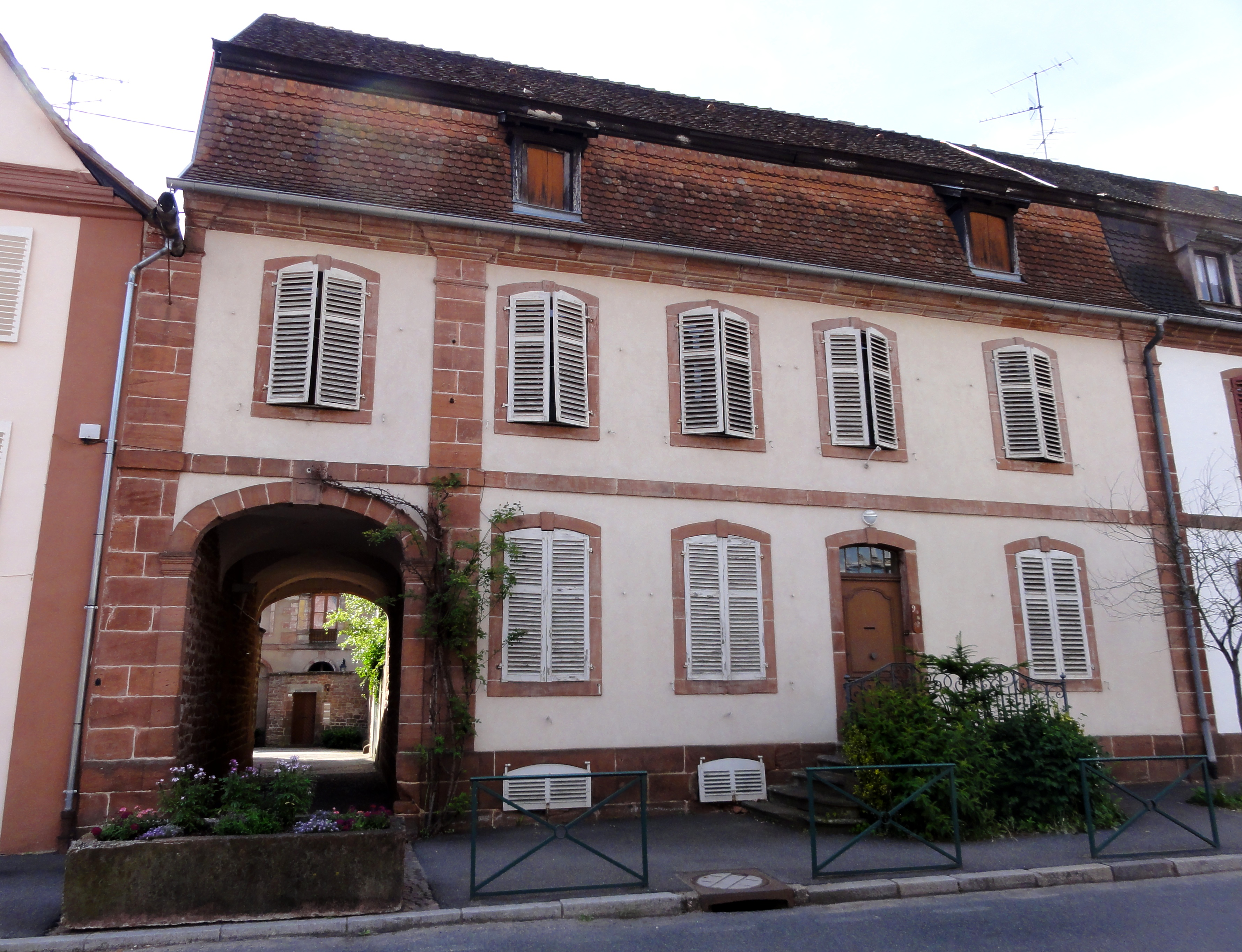
Maison de vicaire (1762), 9 rue du Général-Leclerc.
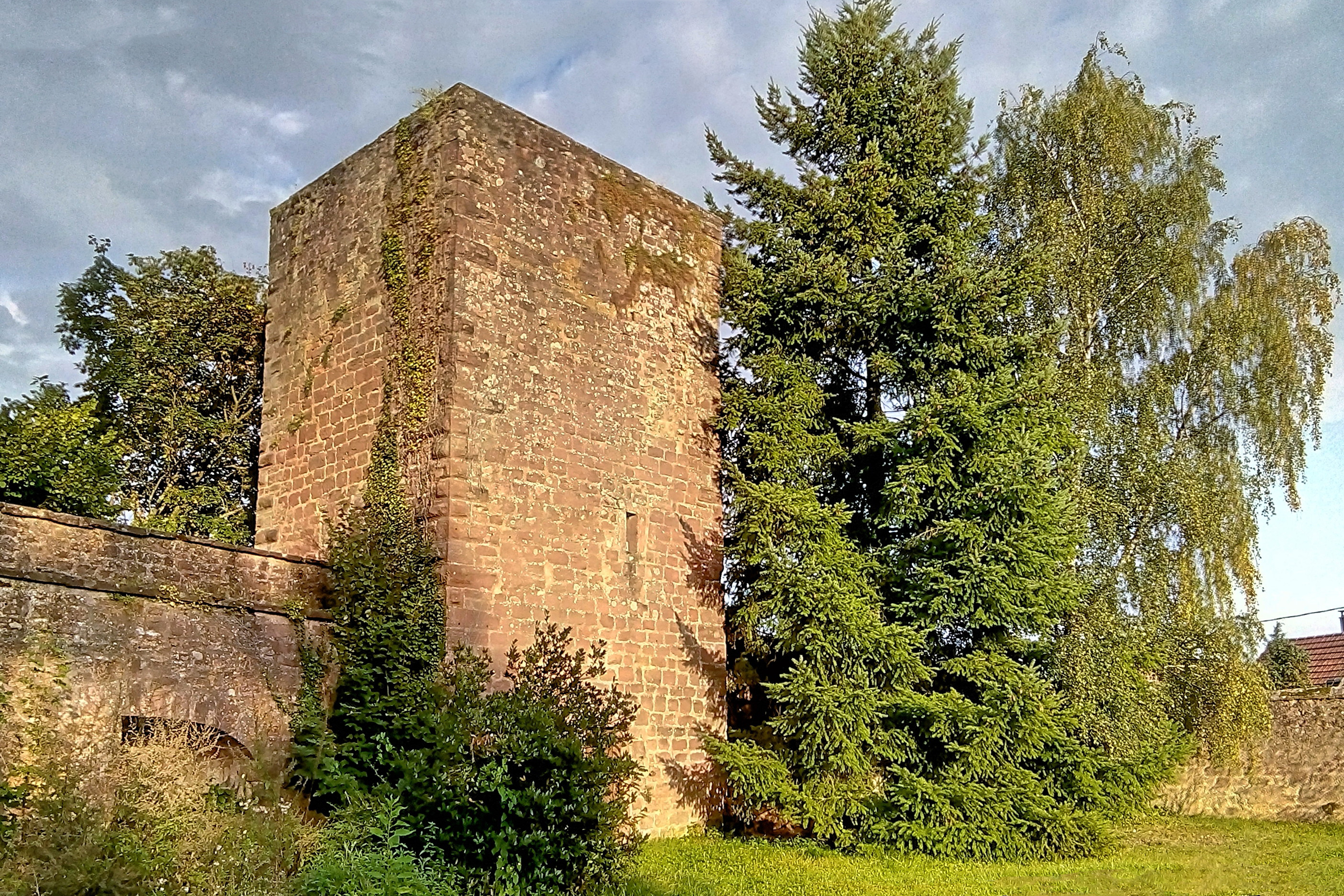
Tour nord-est, à cheval sur l'enceinte.
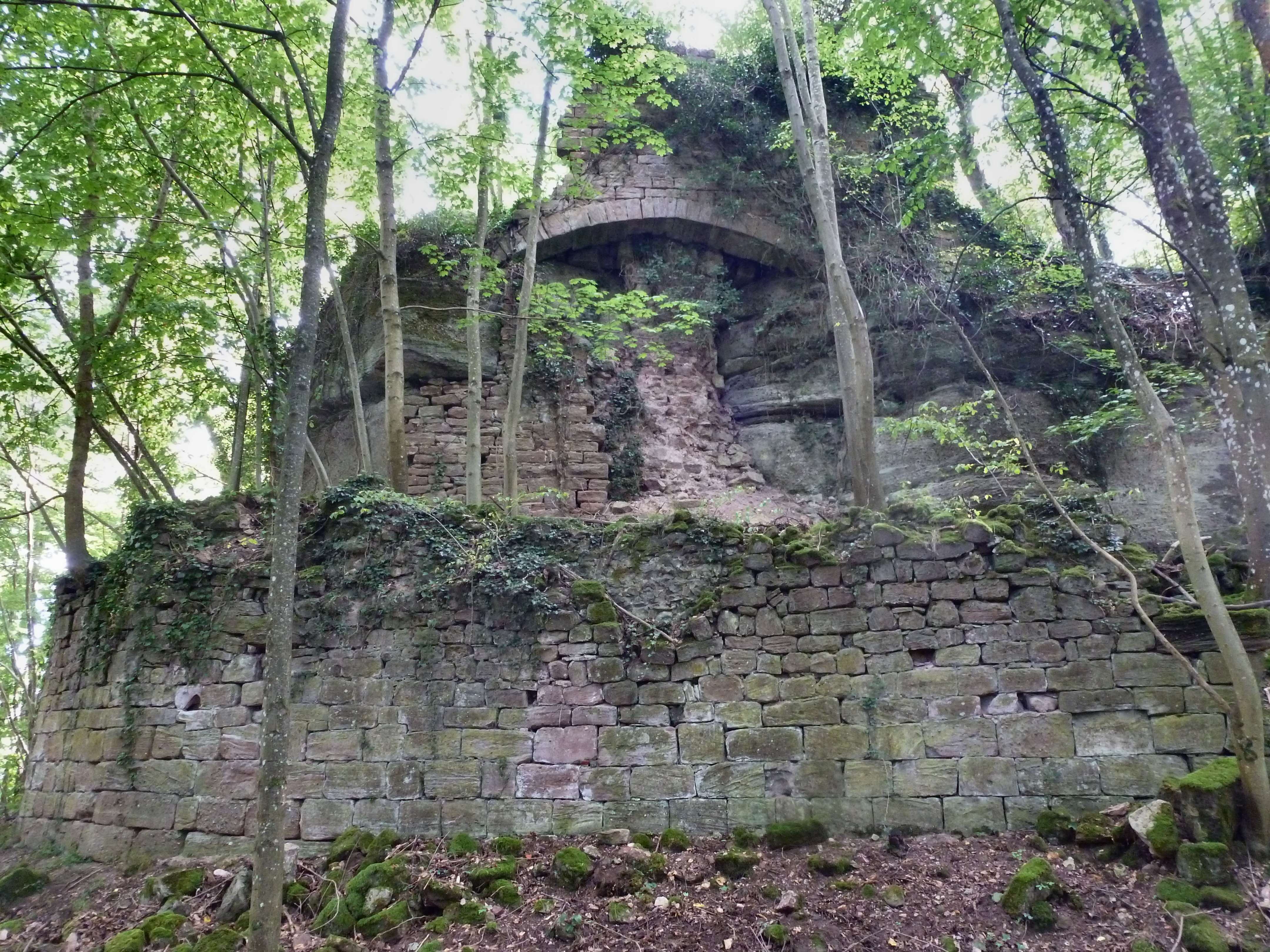
Ruine du Château de Herrenstein.

Patrimoine religieux
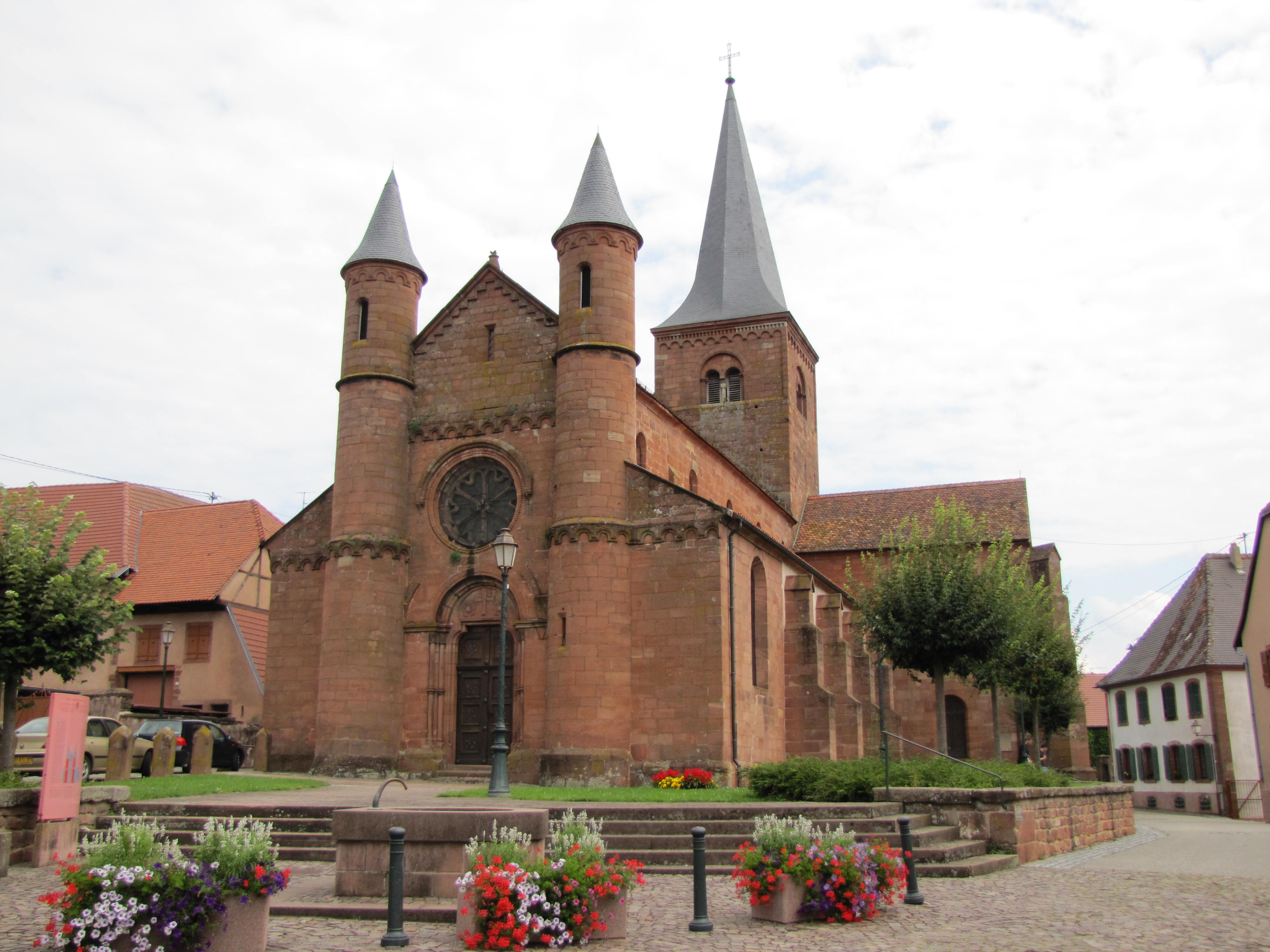
L'église Saint-Adelphe.
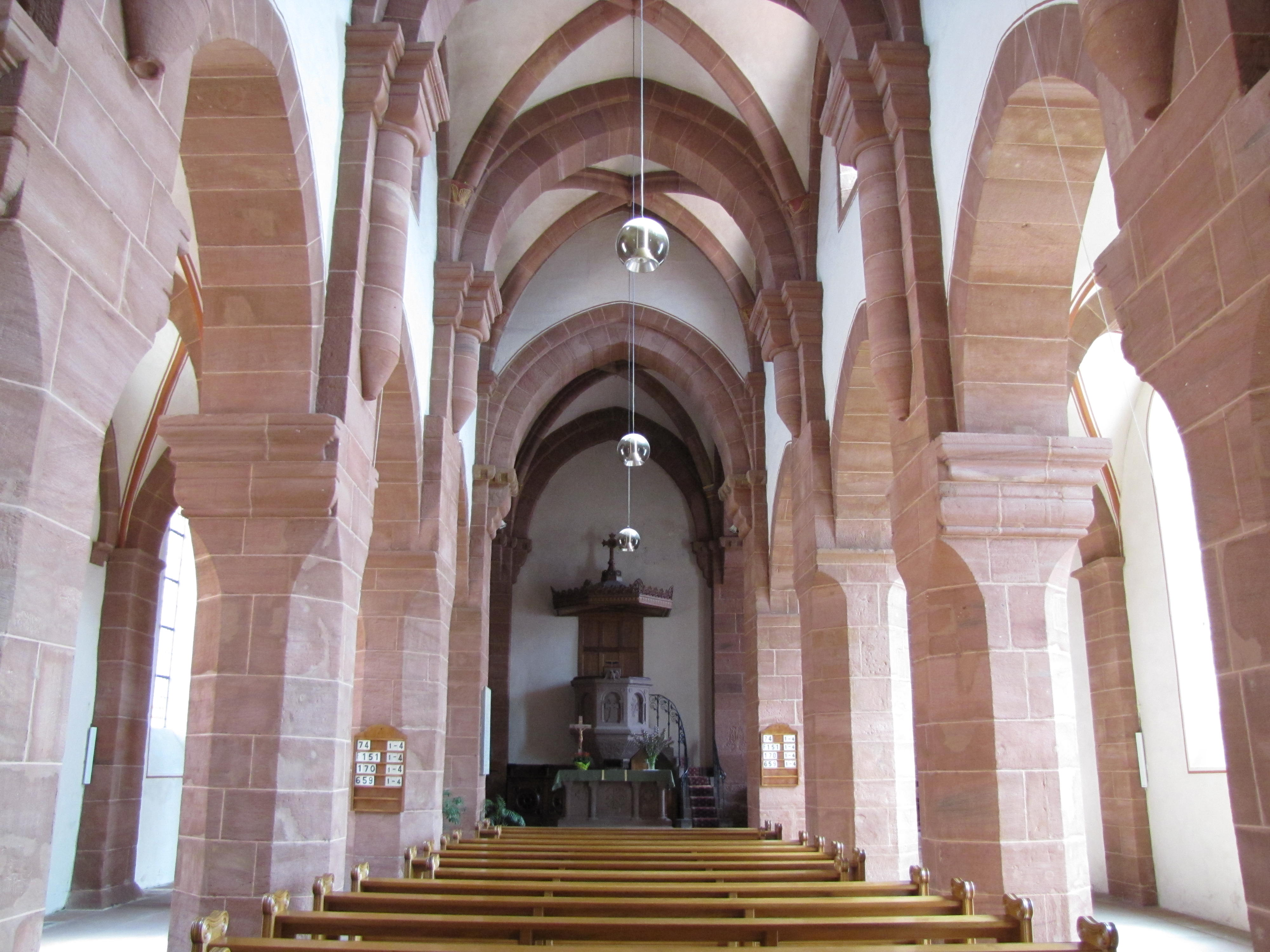
L'intérieur de l'église Saint-Adelphe.
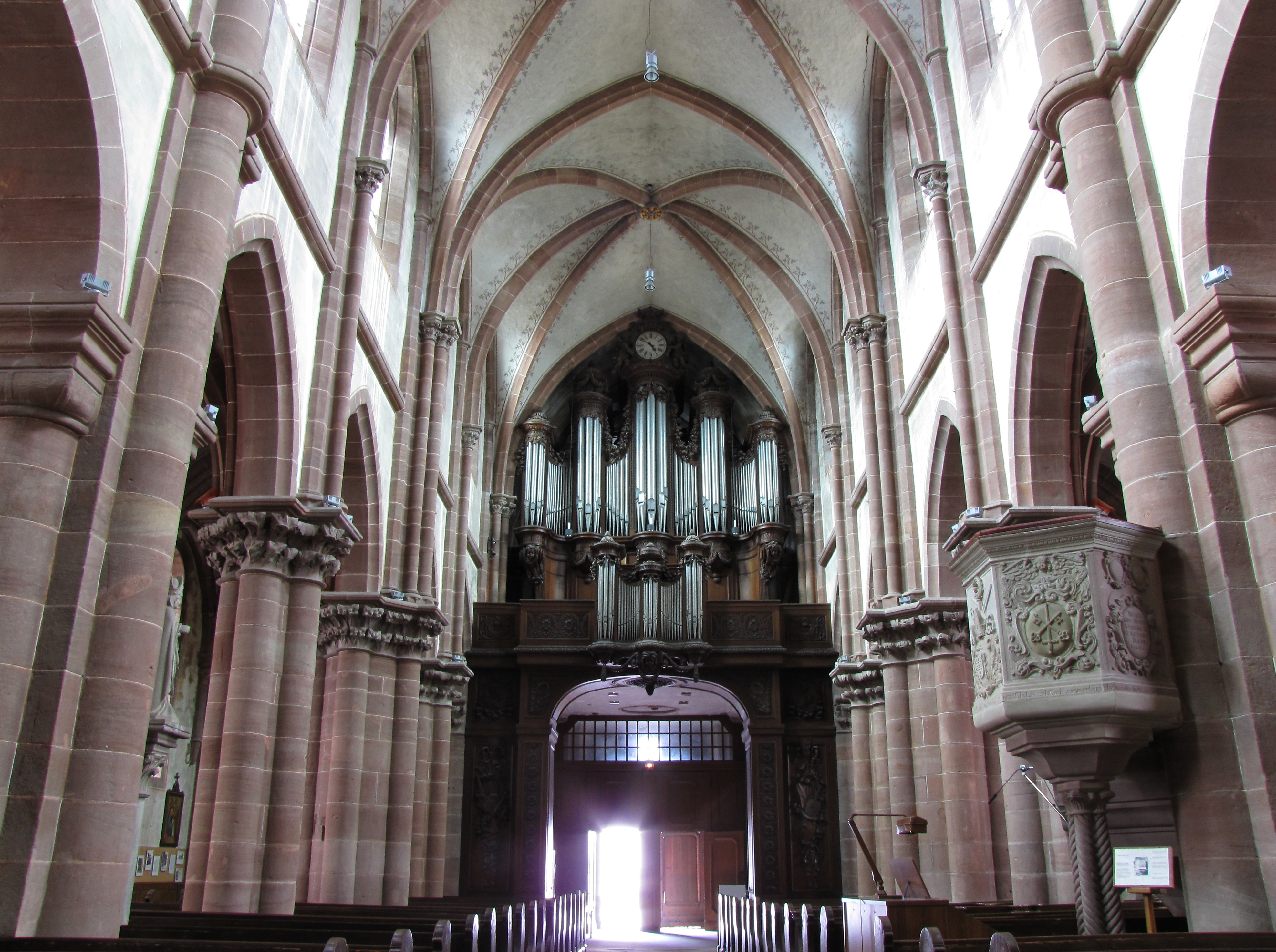
L'église abbatiale Saints-Pierre et Paul. Vue intérieure de la nef vers la tribune d'orgue[82].
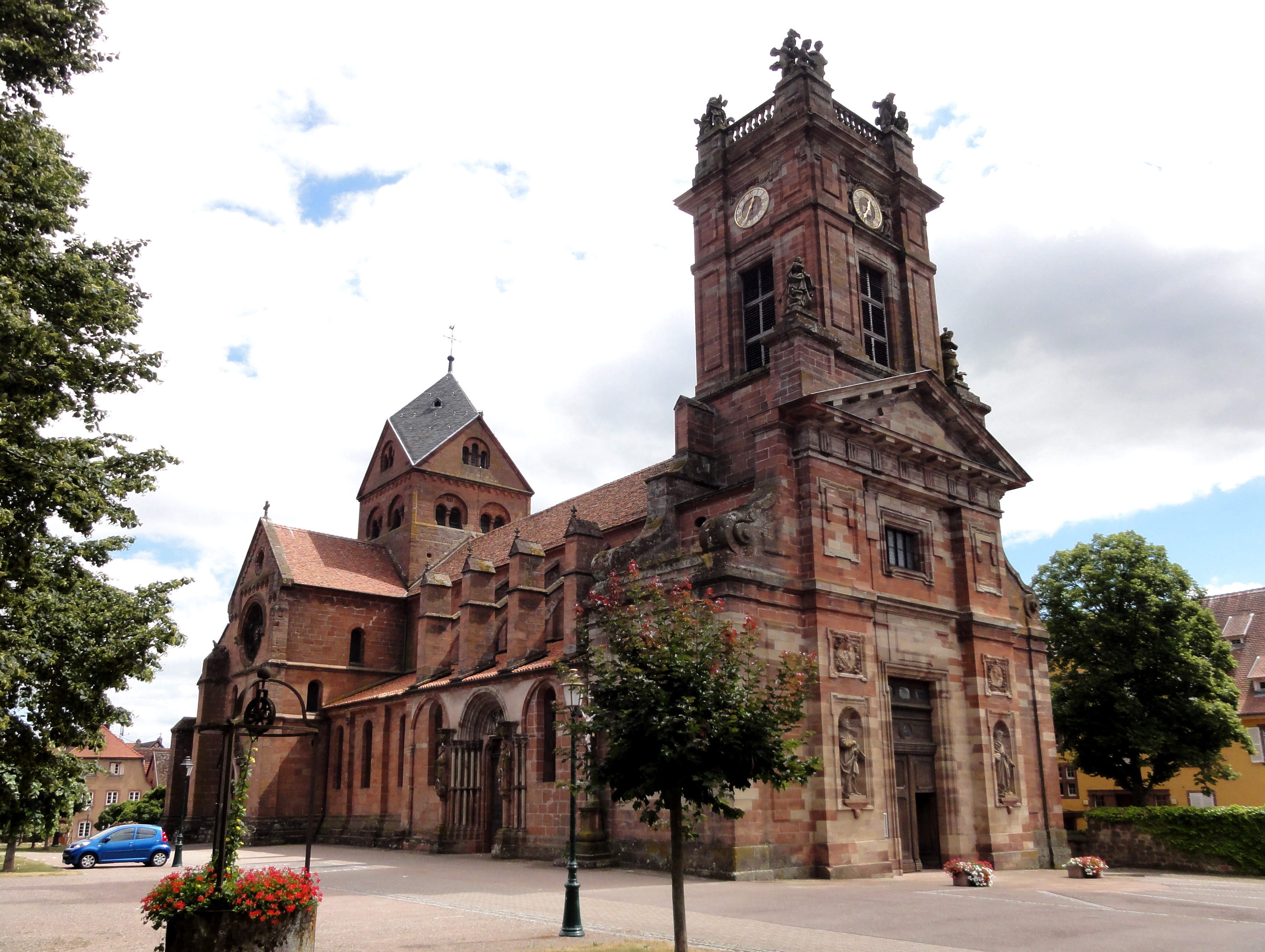
L'église abbatiale Saints-Pierre-et-Paul.
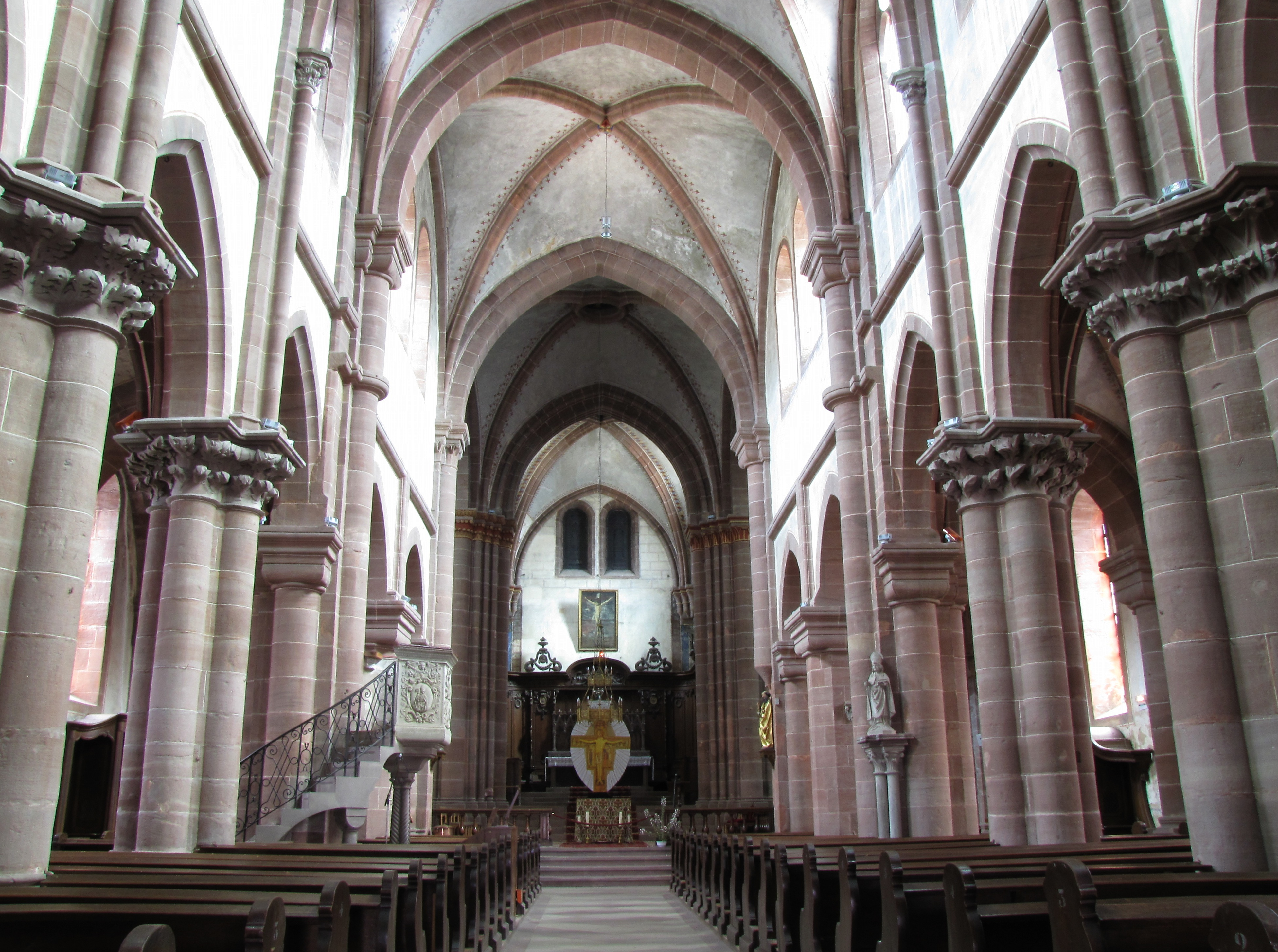
L'intérieur de l'église abbatiale Saints-Pierre-et-Paul.
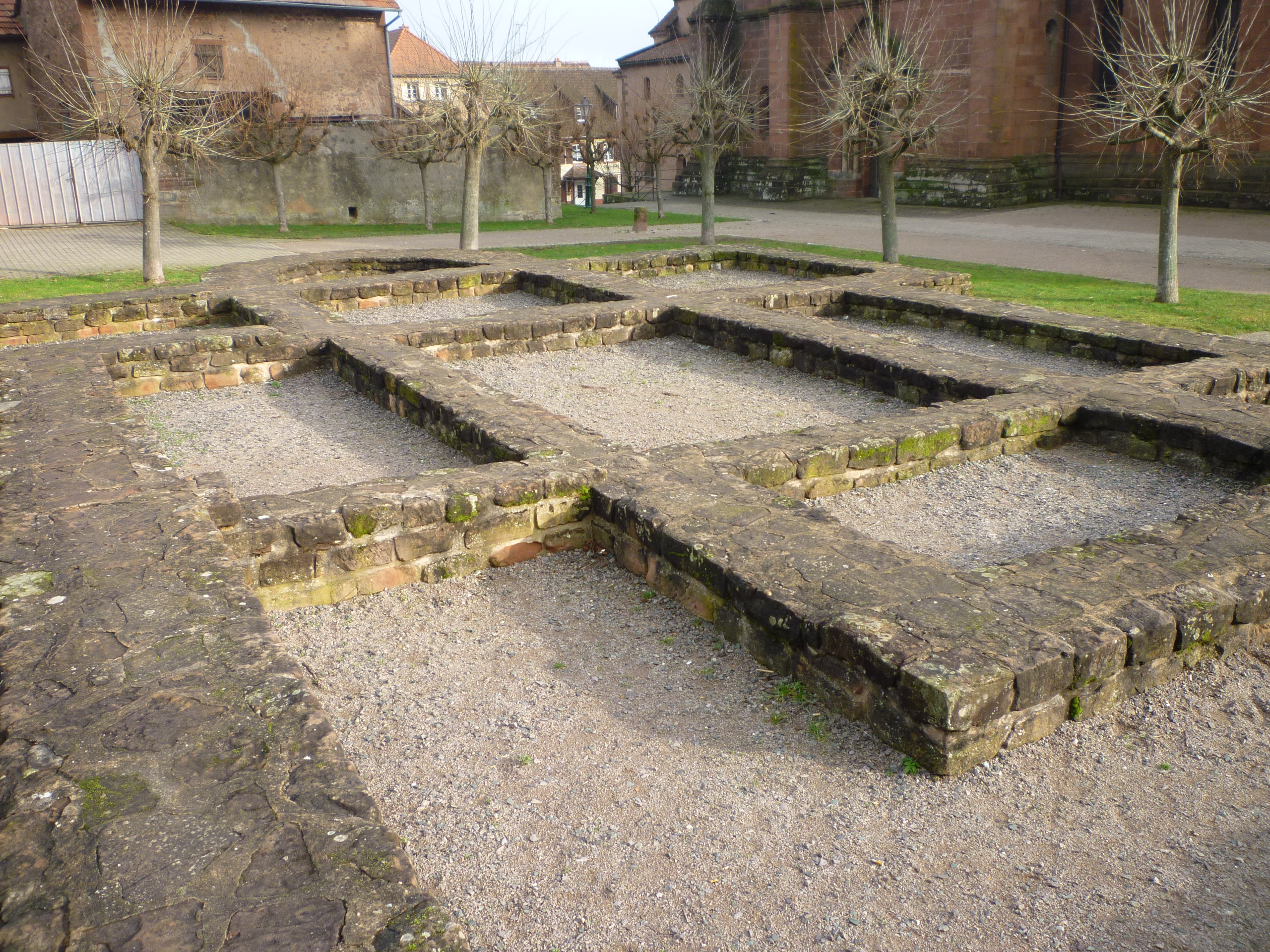
Vestiges de la chapelle Saint-Nicolas (XIe).
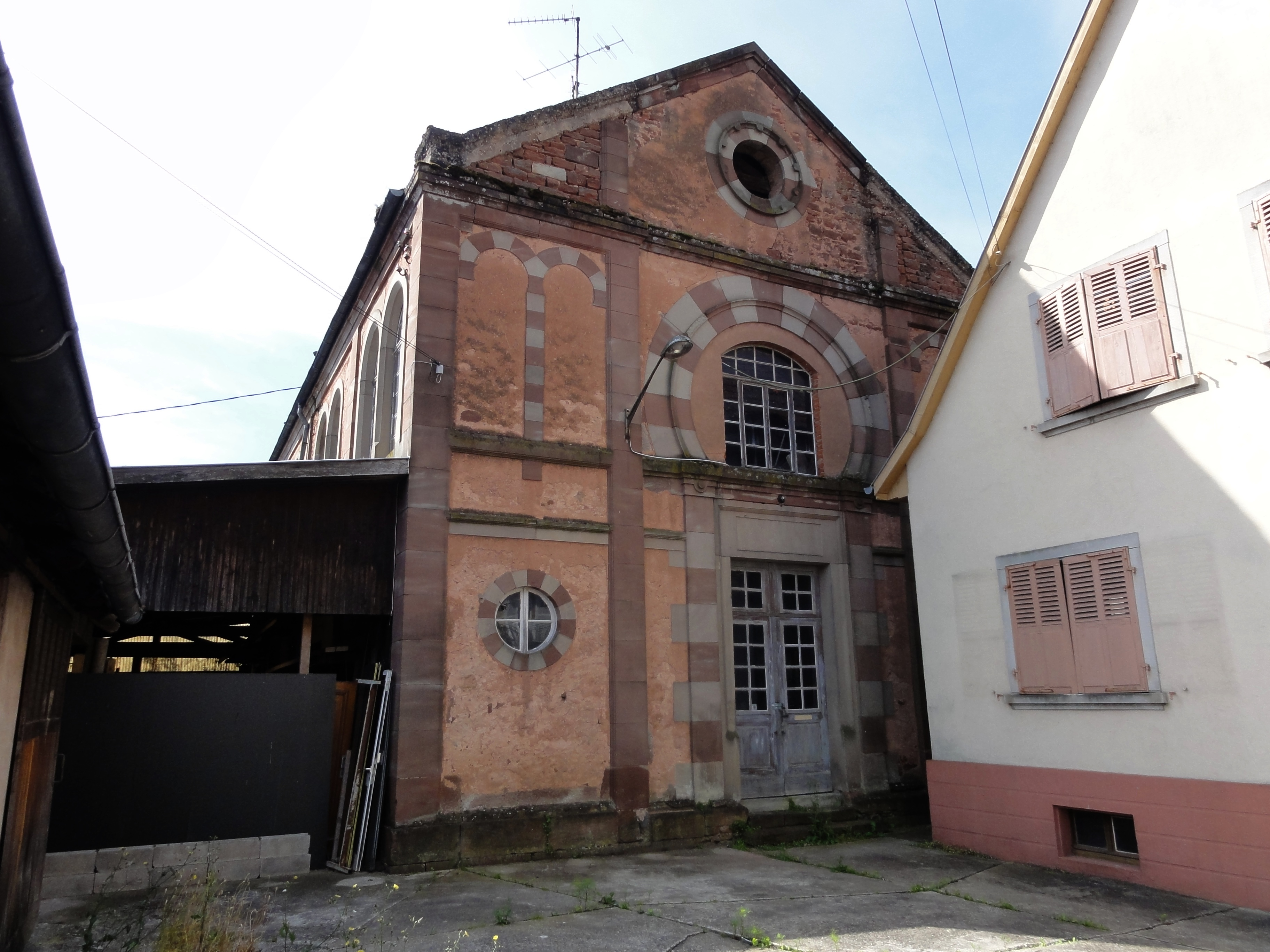
Synagogue (1875), 5 faubourg du Maréchal-Clarke.

Maisons remarquables
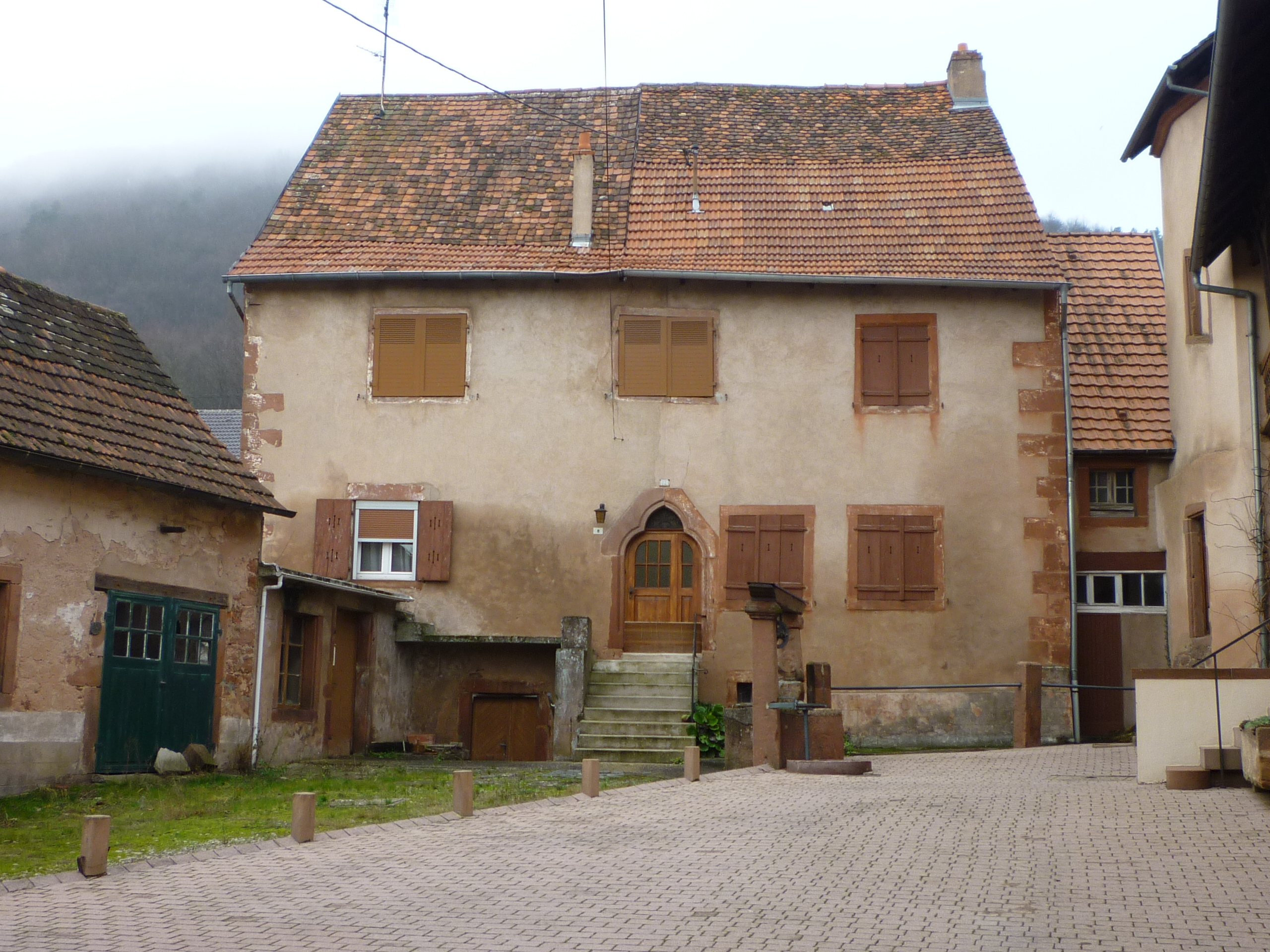
Maisons de patriciens, impasse Léopold.
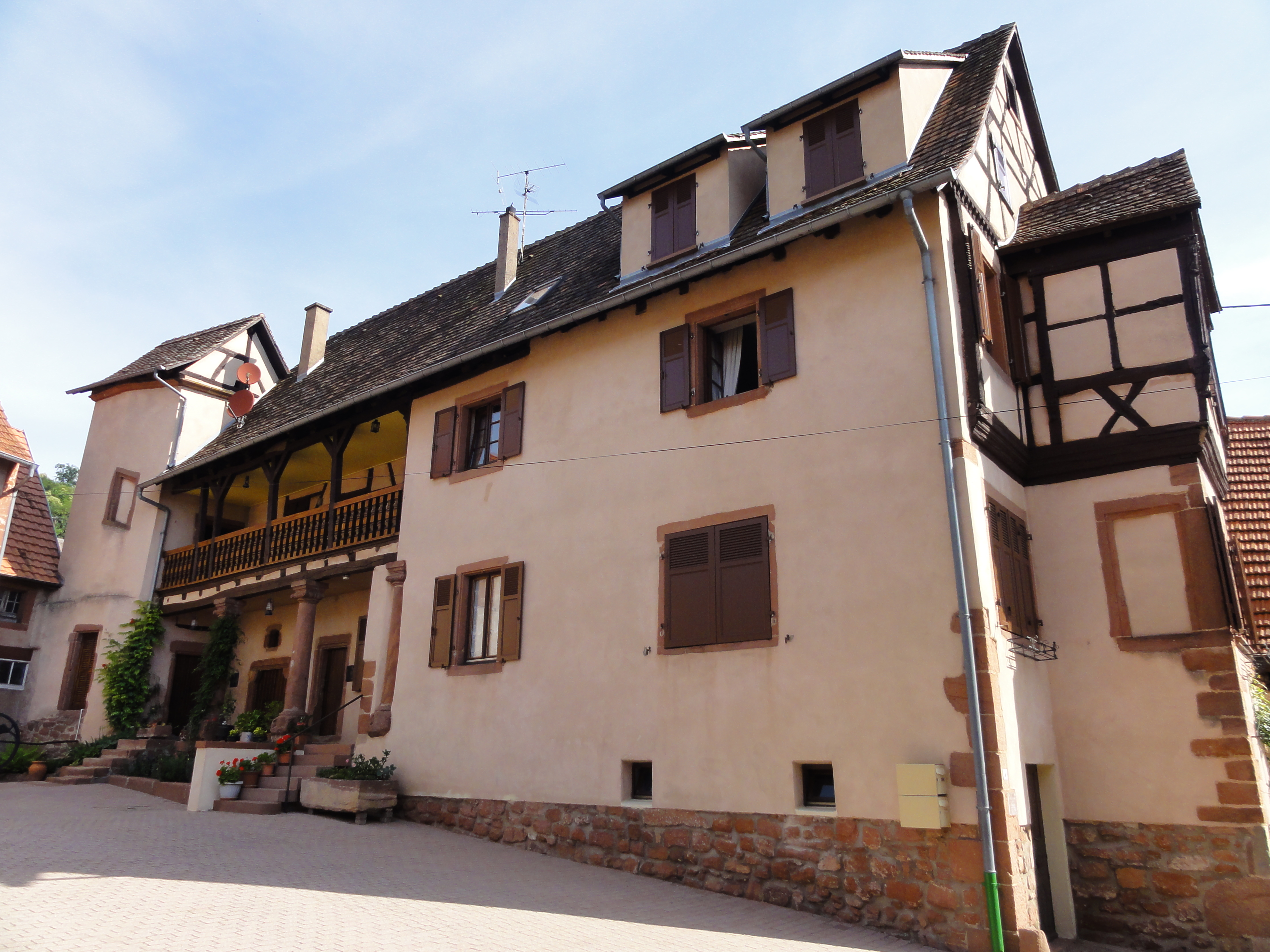
Maison de patricien (XVIe-XVIIe), 6 impasse Léopold.
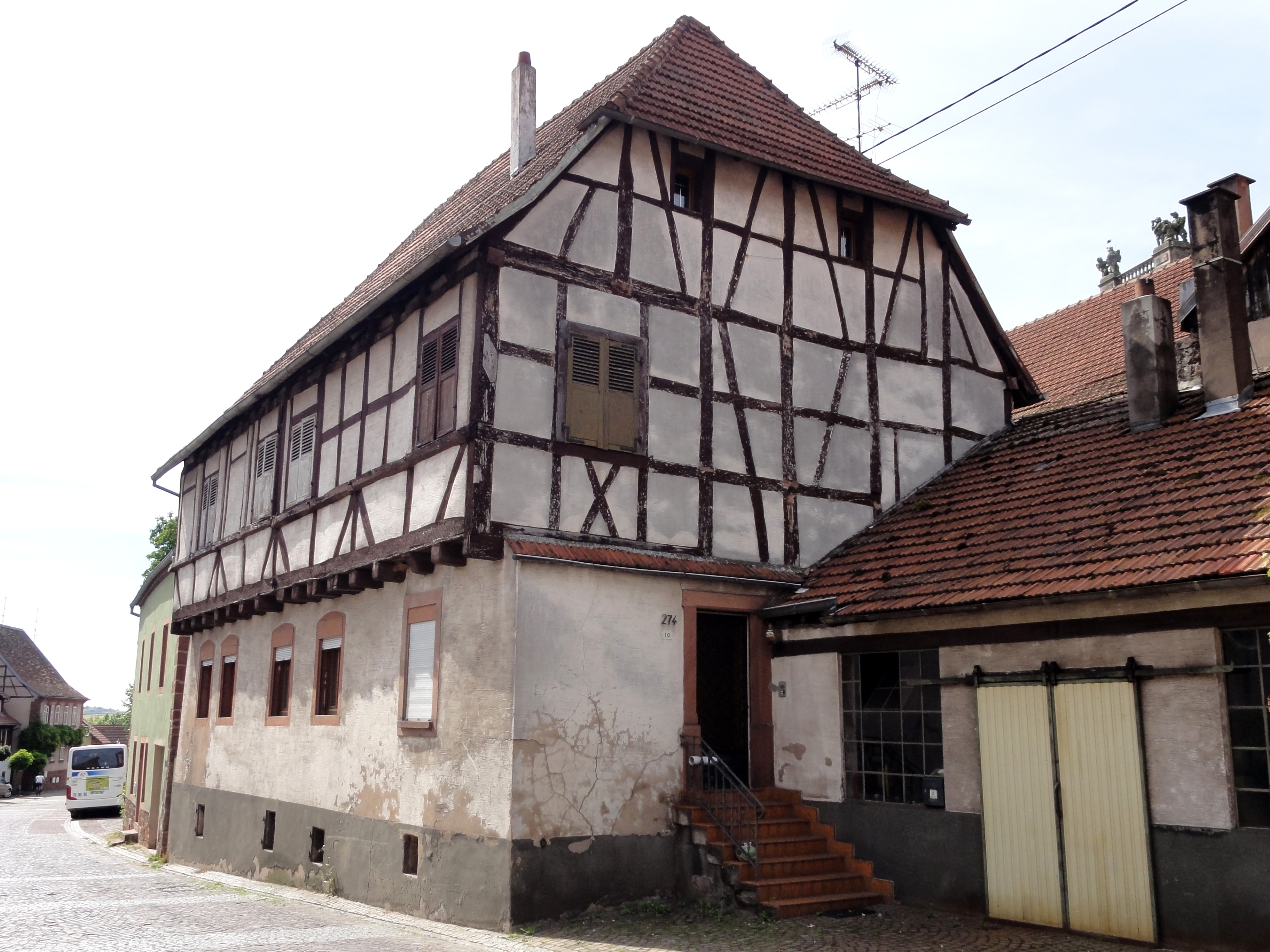
Maison (XVe-XVIIIe), 10 rue du Général-Koenig.
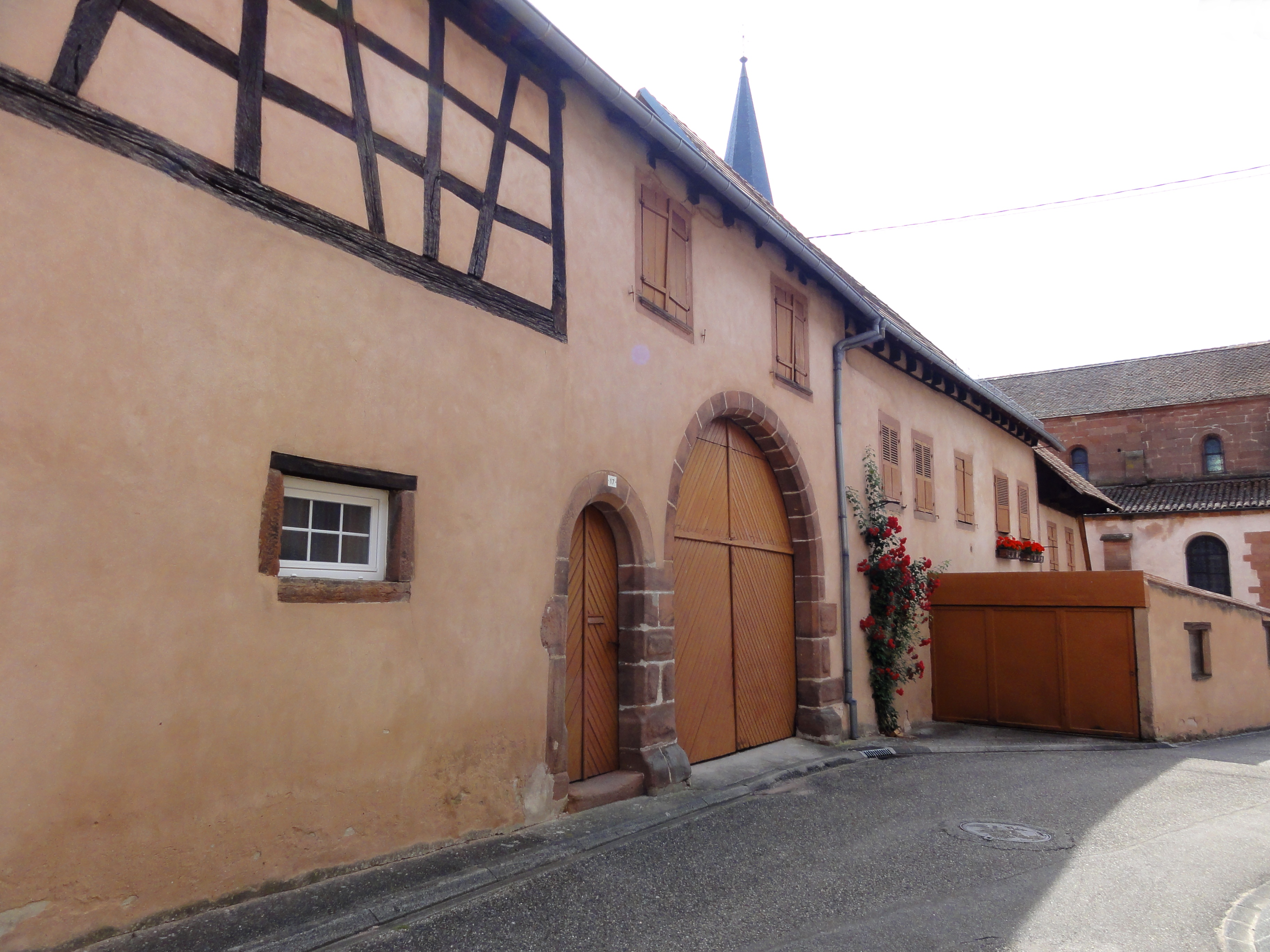
Maison-ferme (XVe-XVIe-XVIIIe-XIXe), 17-19 rue de l'Église.
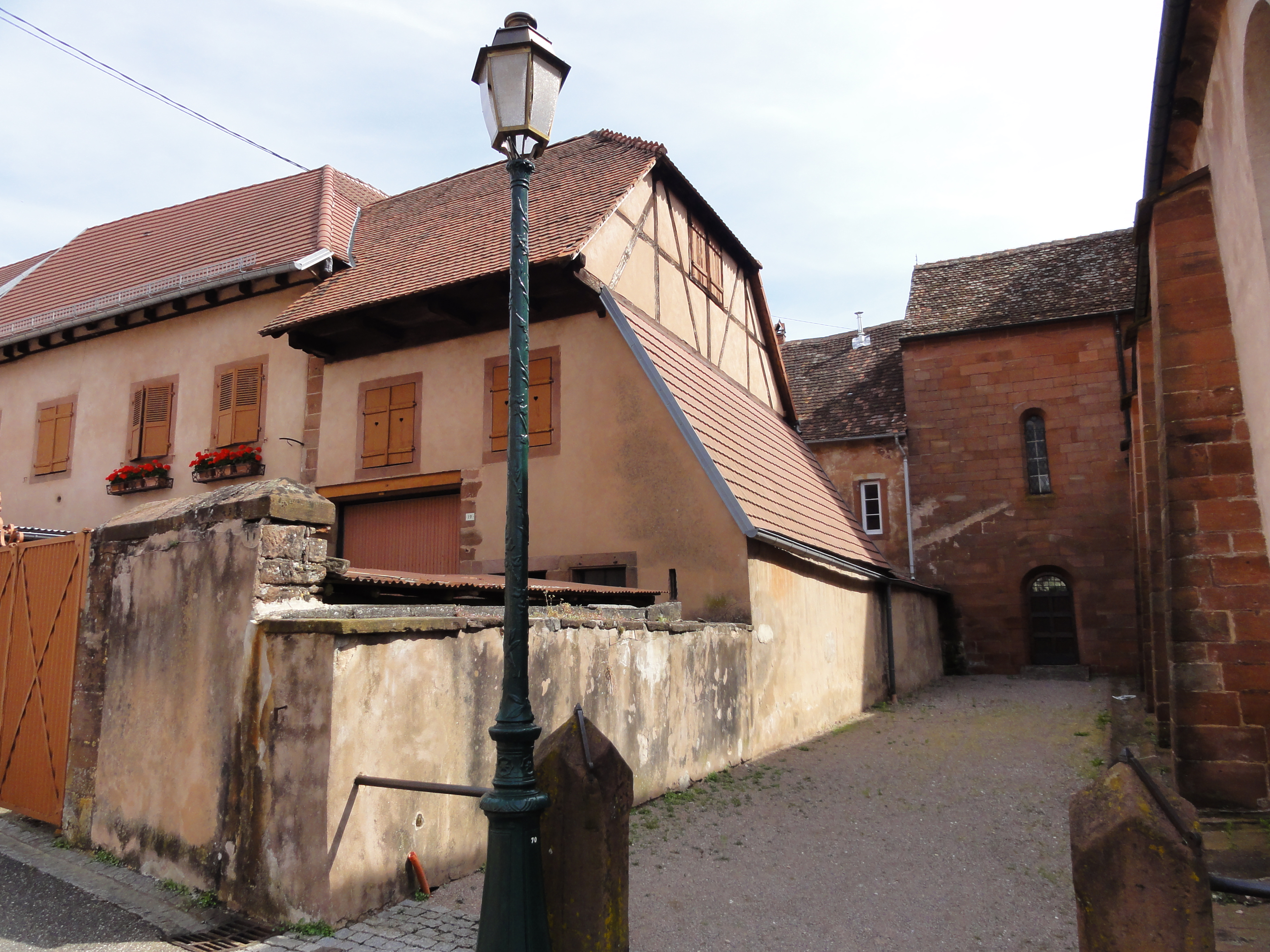
Partie du bâtiment conventuel de Saint-Adelphe (XIIe-XIIIe), 21 rue des Cigognes.
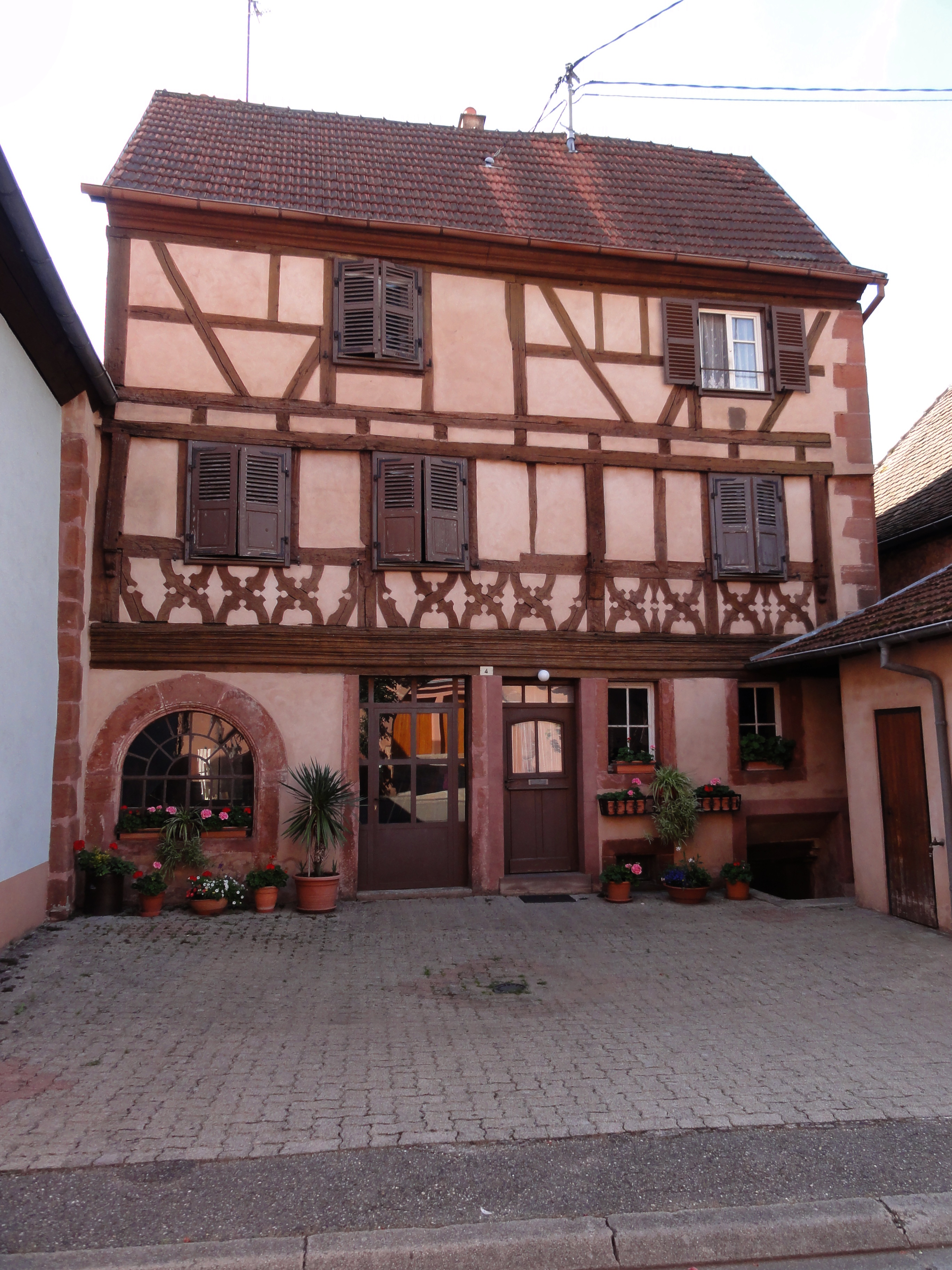
Maison (1591), 4 rue de Metz.
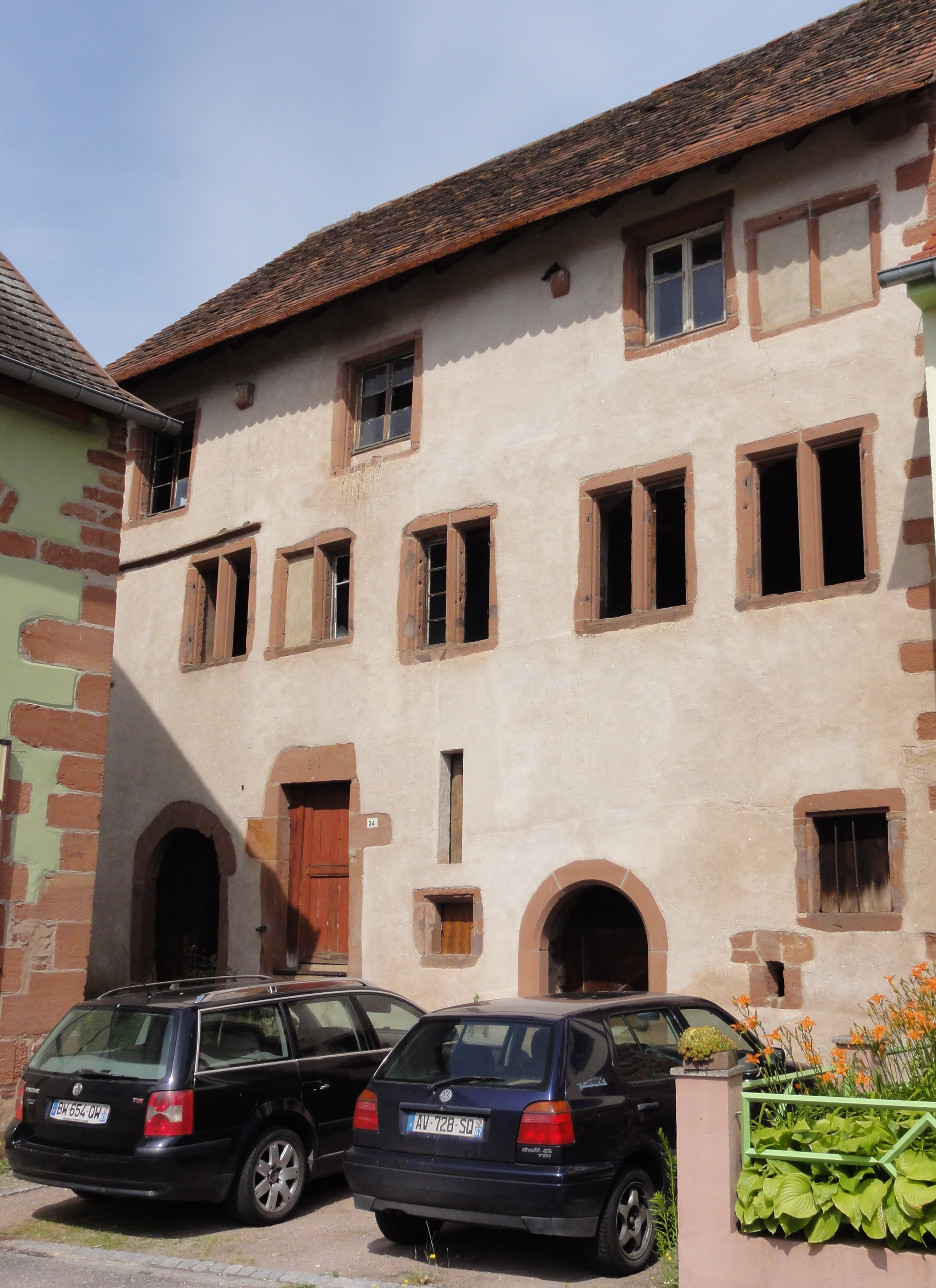
Maison (XVIe), 24 rue de l'Église.
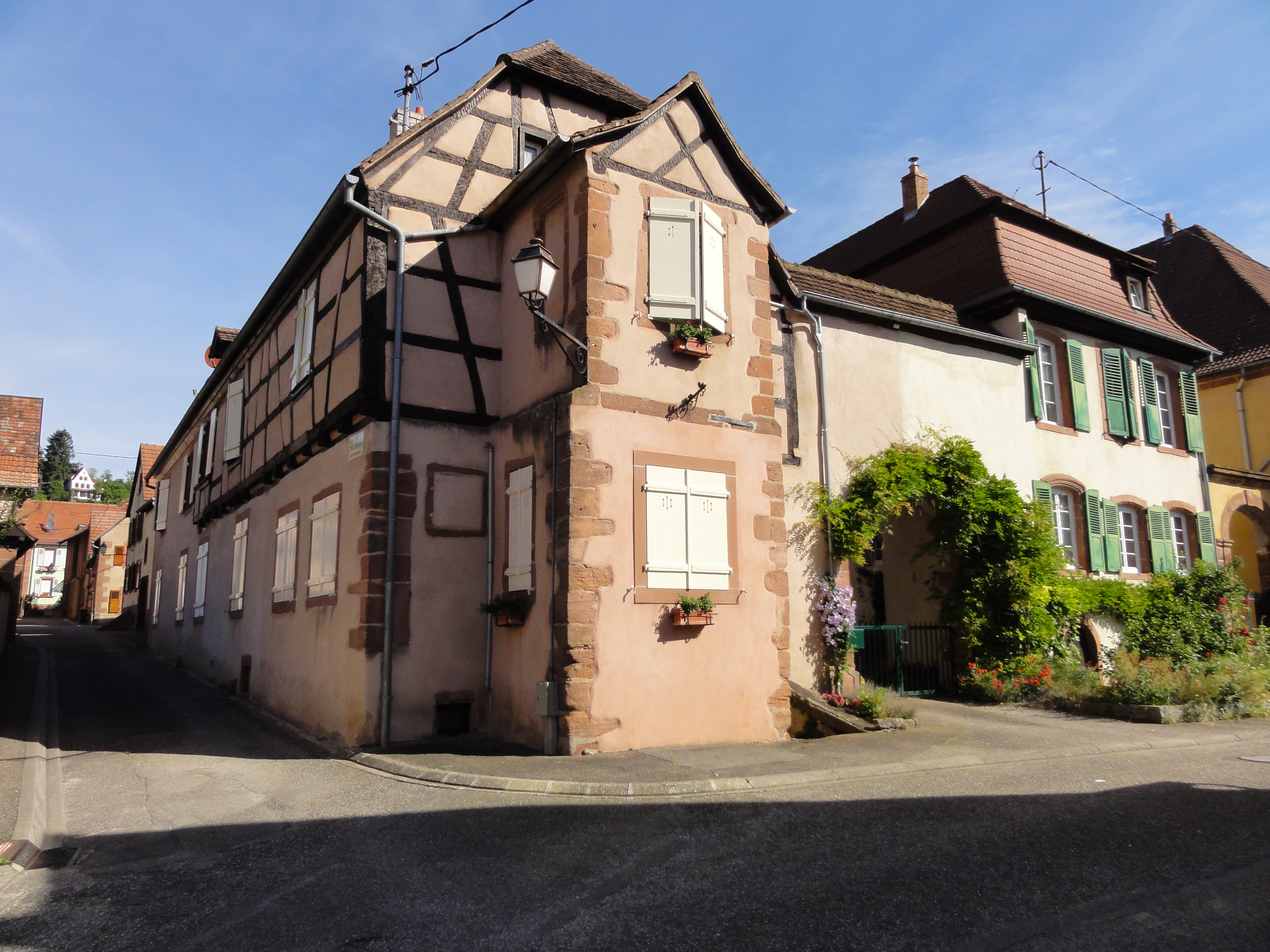
Maison (XVIe-XVIIe-XVIIIe-XIXe), 13 rue de Metz et maison (XVIIe-XVIIIe), 15 rue de Metz.
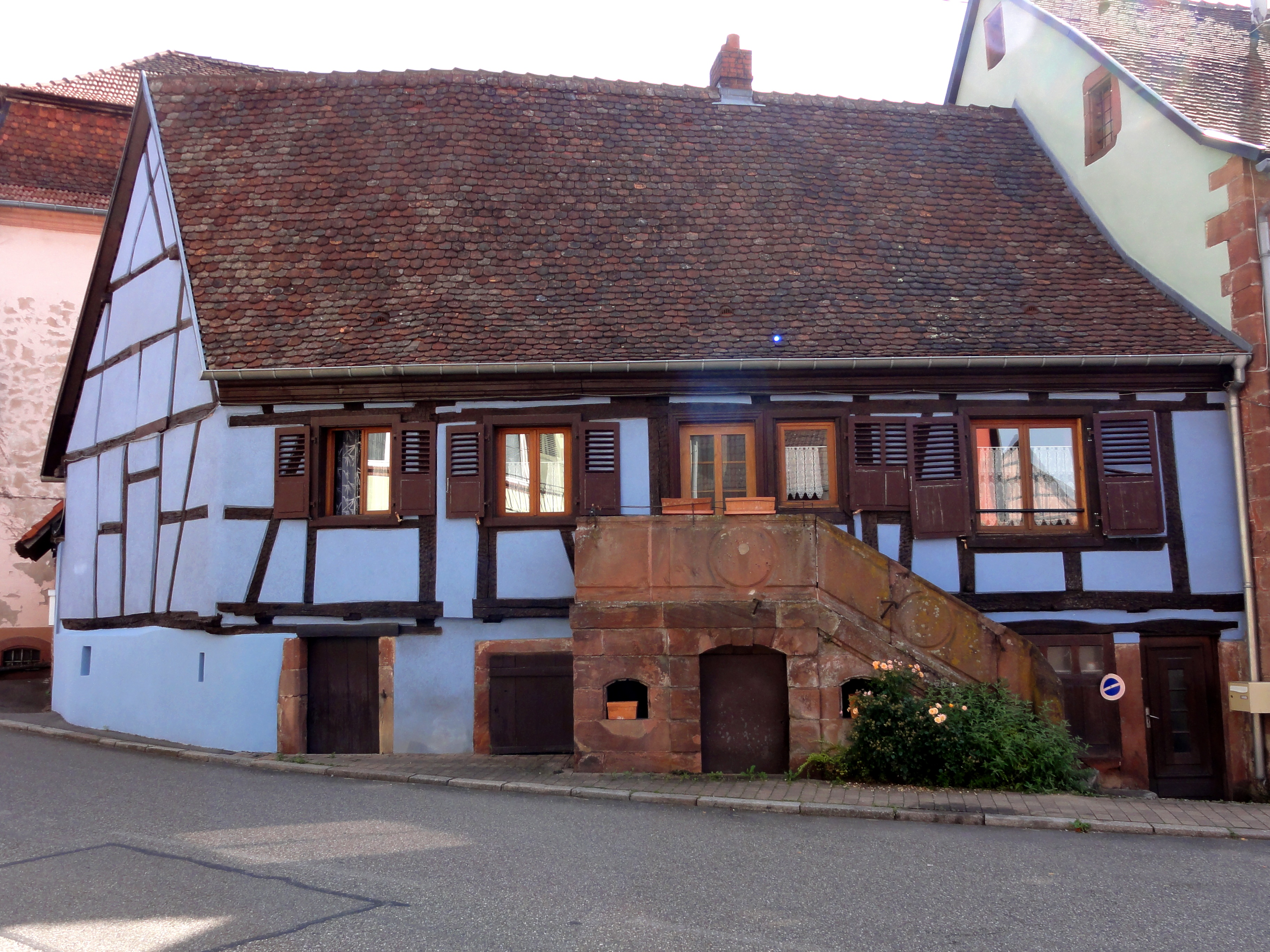
Maison (XVIIe-XVIIIe), 4 rue du 22-Novembre.
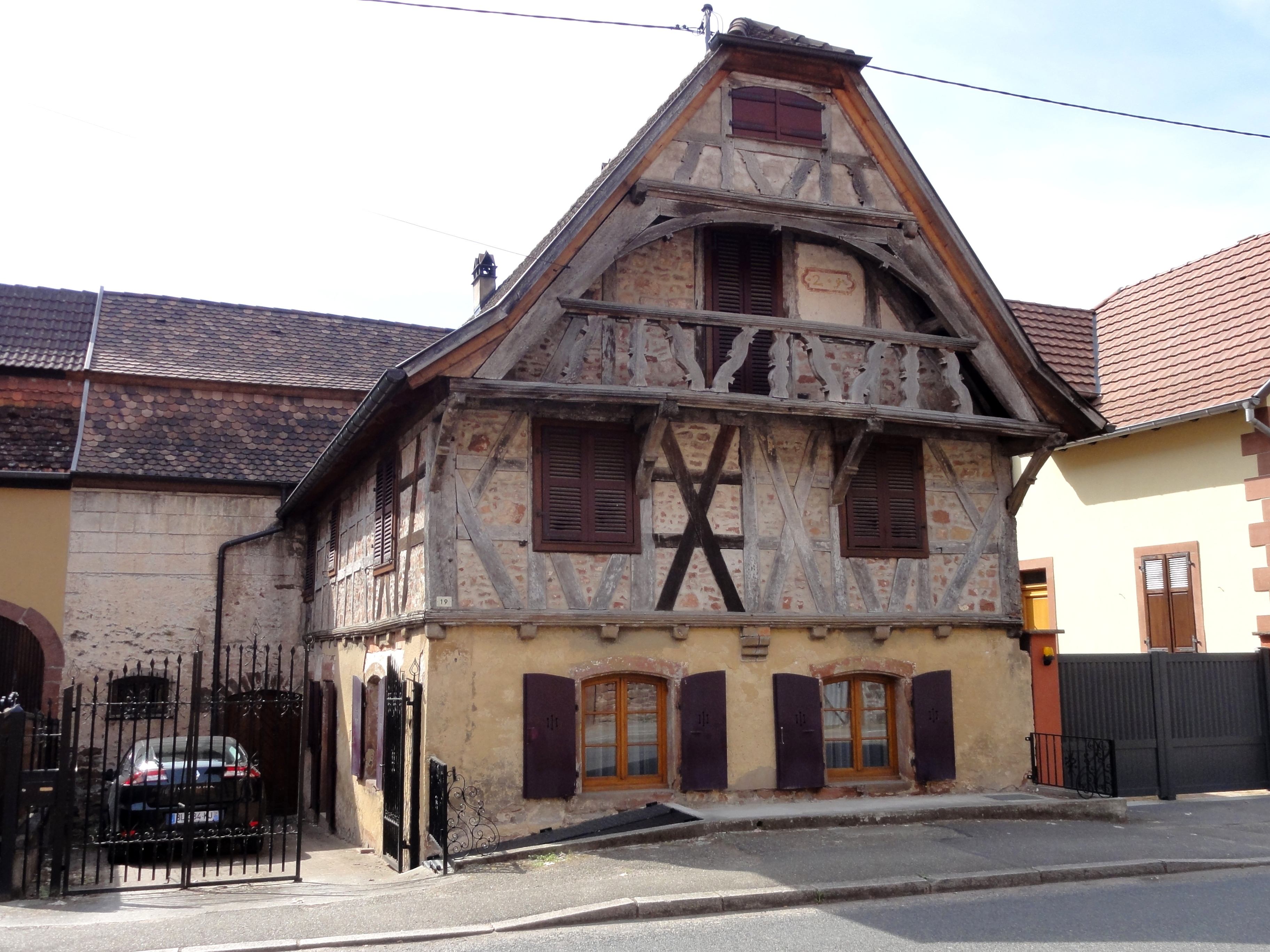
Maison (1724), 19 Faubourg du Maréchal-Clarke.
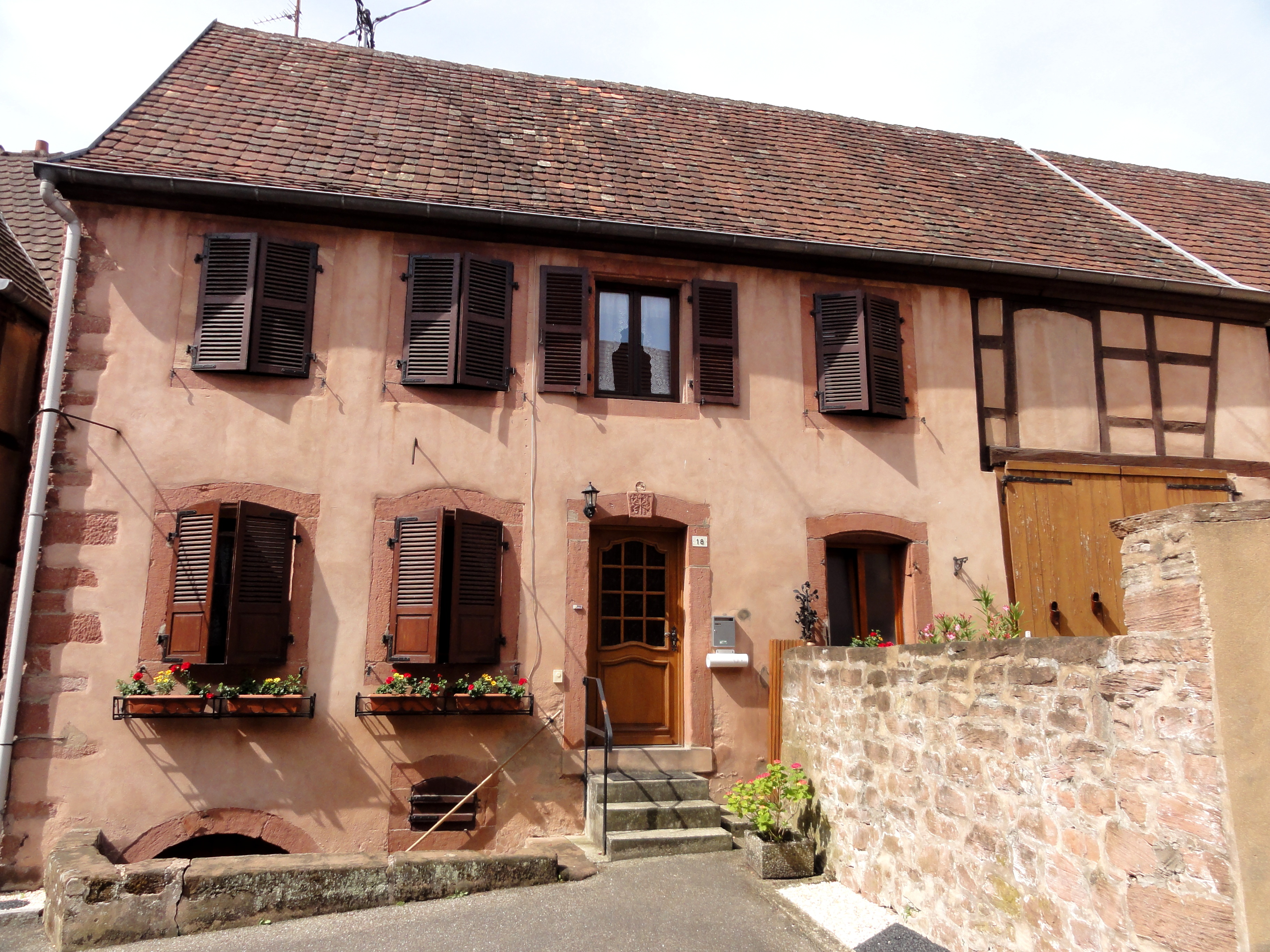
Maison de jardinier (1767), 18 rue de l'Église.
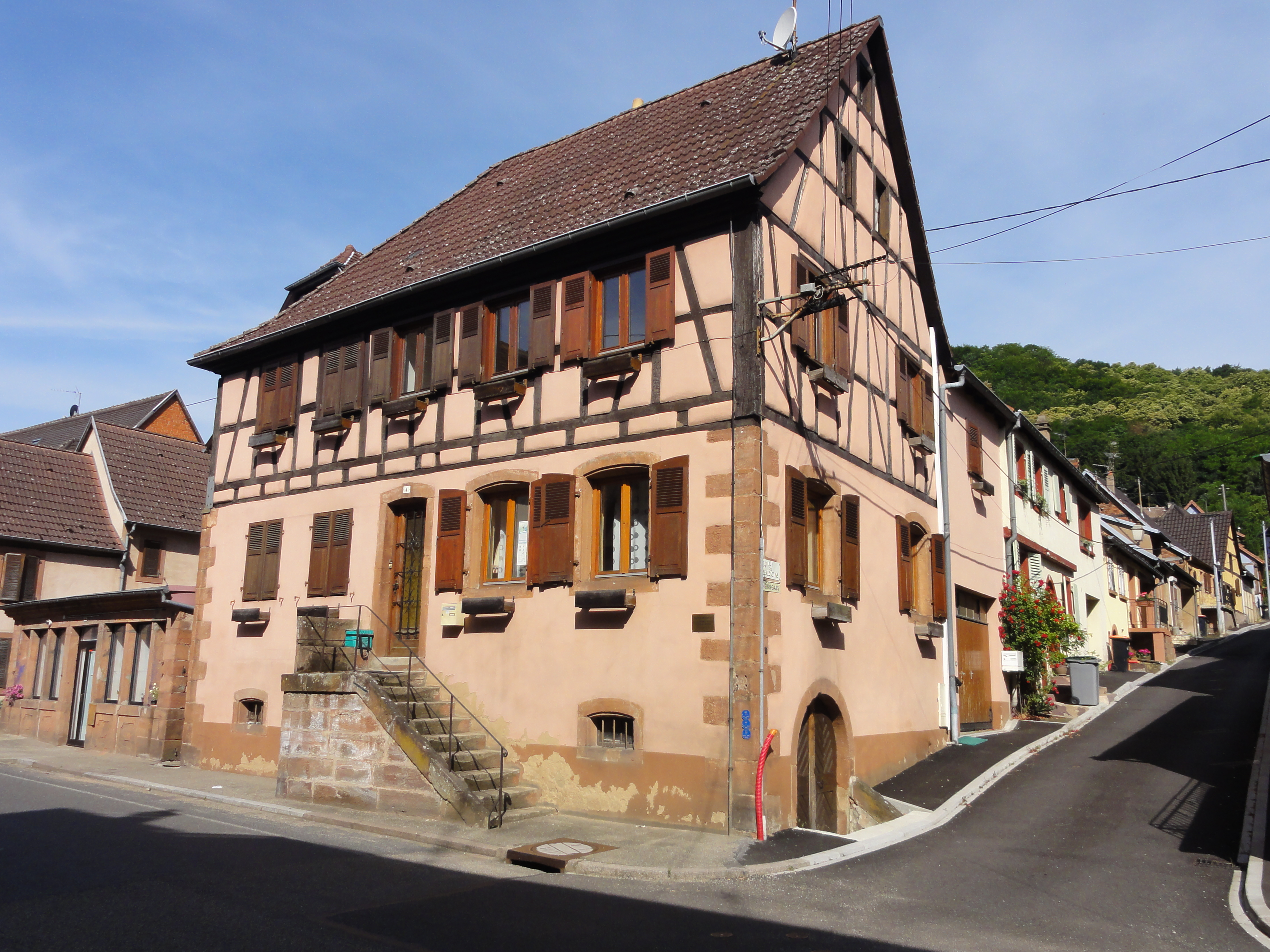
Maison (XIXe), 6 rue du Général-Leclerc.

### Personnalités liées à la commune
- Eugène Charles Auguste de Mandeville (1780-1850), général des armées de la République et de l'Empire, beau-frère du maréchal Clarke, y est décédé.
- Jean Philippe Raymond Dorsner (1750-1829), général des armées de la République et de l'Empire, y est décédé.
- Adolphe d'Hastrel, officier et peintre, né à Neuwiller en 1805.
- Henri-Jacques-Guillaume Clarke (1765-1818), maréchal de France sous la Restauration, résident de la commune et enterré au cimetière catholique.
- Edgar Clarke (21 novembre 1799 - Neuwiller (Bas-Rhin) † 29 mars 1852 - Paris), fils du précédent, 2e duc de Feltre, 2e comte d'Hunebourg, militaire et homme politique français du XIXe siècle.

### Héraldique
| Blason de Neuwiller-lès-Saverne | Blason  | D'azur semé de croisettes d'argent à l'évêque Sigebald mitré et crossé d'or, brochant sur le tout. |
| Blason de Neuwiller-lès-Saverne | Détails | |